# تسمم بالرصاص
التسمم بالرصاص هو نوع من أنواع التسمم المعدني الناجم عن تراكم الرصاص في الجسم. يعتبر الدماغ هو أكثر الأعضاء حساسية للرصاص. قد تشمل أعراض التسمم آلام في البطن، والإمساك، والصداع، والتهيج، ومشاكل الذاكرة، وعدم القدرة على إنجاب الأطفال "العقم"، ووخز في اليدين والقدمين. يسبب التسمم بالرصاص ما يقرب من 10٪ من حالات التخلف العقلي التي تحدث لأسباب غير معروفة وخلافًا لذلك، ويمكن أن يؤدي ذلك إلى مشاكل سلوكية. يترك تسمم الرصاص بعض الآثار الدائمة وقد يحدث في الحالات الشديدة فقر الدم، والنوبات، والغيبوبة، أو الوفاة.
يمكن أن يتعرض المرء للرصاص عن طريق الهواء الملوث أو الماء أو الغبار أو الطعام أو المنتجات الاستهلاكية. الأطفال معرضون لخطر أكبر لأنهم أكثر عرضة لالتقاط الأشياء من الأرض ووضعها في أفواههم مثل تلك التي تحتوي على طلاء الرصاص، كما أنهم يمتصون نسبة من الرصاص الذي يأكلونه أكبر بكثير من البالغين. ويعتبر التعرض في العمل سبب شائع للتسمم بالرصاص لدى البالغين الذين يمتهنون بعض المهن ذات خطر التعرض للرصاص. يتم التشخيص عادةً عن طريق قياس مستوى الرصاص في الدم. وقد وضعت مراكز مكافحة الأمراض بالولايات المتحدة الحد الأعلى لمستوى الرصاص في دم للبالغين عند 10 ميكروغرام / ديسيلتر (10 ميكروغرام / 100 غرام) وللأطفال عند 5 ميكروغرام / ديسيلتر.  ويمكن أيضًا الكشف عن الرصاص المرتفع من خلال الكشف عن التغيرات في خلايا الدم الحمراء أو الخطوط الكثيفة التي تظهر في عظام الأطفال كما تظهر على الأشعة السينية.
يمكن الوقاية من التسمم بالرصاص. ويشمل ذلك بعض الجهود الفردية مثل إزالة العناصر المحتوية على الرصاص من المنزل، والجهود المبذولة في مكان العمل مثل تحسين التهوية والمتابعة المستمرة للحالات، كما يمكن ذلك أيضًا من خلال السياسات الوطنية، مثل إصدار القوانين التي تحظر استخدام الرصاص في المنتجات مثل الطلاء والبنزين، والقوانين التي تنص على تنظيف التربة الملوثة.
يعتمد العلاج بشكل رئيسي على إزالة مصدر الرصاص واستخدام الأدوية التي ترتبط بالرصاص حتى يتمكن الجسم من التخلص منها، والمعروفة باسم العلاج بالاستخلاب. [4] ويوصى باستخدام العلاج بالاستخلالب في الأطفال عند مستويات من الرصاص في الدم أكبر من 40-45 ميكروغرام / ديسيلتر. وتشمل الأدوية المستخدمة ديمركابرول، حمض ثنائي أمين إيثيلين رباعي حمض الأسيتيك، وساكسيمر.
يُعتقد أن الرصاص أدى إلى 853.000 حالة وفاة في عام 2013 . ويحدث ذلك بشكل عام في العالم النامي خاصةً بين الفقراء الذين هم أكثر عرضة للخطر. ويعتقد أن الرصاص مسؤول عن 0.6٪ من عبء المرض في العالم. امتهن الناس التعدين واستخدام الرصاص منذ آلاف السنين. كما وُصف تسمم الرصاص منذ ما لا يقل عن 2000 سنة قبل الميلاد، [4] في حين تعود الجهود الأولى المبذولة للحد من استخدام الرصاص إلى القرن السادس عشر على الأقل. وبدأت المخاوف المتعلقة بمستويات التعرض المنخفضة في عقد السبعينات من القرن العشرين مع عدم وجود مستوى أدنى آمن للتعرض للرصاص.

## التصنيف
من الناحية التقليدية، عُرف «التسمم بالرصاص» أو «سمية بالرصاص» بأنه التعرض لمستويات عالية من الرصاص والتي عادةً ما تكون لها آثار صحية حادة. التسمم هو نمط من الأعراض التي تحدث مع تأثيرات سامة من منتصف إلى مستويات عالية من التعرض. أما السمية فهي طائفة واسعة من الآثار، بما في ذلك الآثار تحت السريرية (تلك التي لا تسبب الأعراض). ومع ذلك، غالبًا ما يستخدم المهنيون مصطلحي «التسمم بالرصاص» و «سمية الرصاص» بالتبادل، ولا تُقيد المصادر الرسمية استخدام مصطلح «التسمم بالرصاص» فقط للإشارة إلى آثار أعراض الرصاص.
تحدد كمية الرصاص في الدم والأنسجة، فضلًا عن مدة التعرض، مدى سمية الرصاص. فقد يكون التسمم بالرصاص حادًا (من التعرض المكثف لفترة قصيرة) أو مزمن (من تكرار التعرض المنخفض المستوى لفترات طويلة)، ولكن هذا الأخير أكثر شيوعًا. ويستند تشخيص وعلاج التعرض للرصاص على مستوى الرصاص في الدم (كمية الرصاص في الدم)، ويقاس بميكروجرام من الرصاص لكل ديسيلتر من الدم (ميكروغرام / ديسيلتر). كما يمكن استخدام مستويات الرصاص في البول أيضًا، وإن كان ذلك أقل شيوعًا. غالبًا ما يتركز الرصاص في حالات التعرض المزمن للرصاص بتركيزات أعلى في العظام أولًا، ثم في الكلى. إذا أجرى مقدم الرعاية اختبار إفراز مستحث، أو «تحدي بالاستخلاب»، فإن القياس الذي يتم الحصول عليه من البول بدلًا من الدم من المرجح أن يوفر تمثيلًا أدق لعبء الرصاص الكلي في الجسم.
وتذكر المراكز الأمريكية لمكافحة الأمراض واتقائها ومنظمة الصحة العالمية أن مستوى الرصاص في الدم البالغ 10 ميكروغرام / ديسيلتر أو أكثر يثير القلق؛ ومع ذلك، قد يُضعف الرصاص من النمو ويسبب آثار صحية ضارة حتى على مستويات أقل، وليس هناك مستوى آمن معروف للتعرض. وتحدد سلطات مثل الأكاديمية الأمريكية لطب الأطفال المؤشرات الخاصة بها لتشخيص التسمم بالرصاص عند مستويات من الرصاص في الدم أعلى من 10 ميكروغرام / ديسيلتر.
يشكل الرصاص مجموعة متنوعة من المركبات، ويوجد في البيئة بأشكال مختلفة. كما تختلف خصائص التسمم اعتمادًا على ما إذا كان العامل مركب عضوي (يحتوي على الكربون)، أو مركب غير عضوي. يندر التسمم بالرصاص العضوي الآن جدًا، لإلغاء البلدان في جميع أنحاء العالم استخدام مركبات الرصاص العضوية المضافة للبنزين تدريجيًا، ولكن لا تزال هذه المركبات تستخدم في البيئات الصناعية. تؤثر مركبات الرصاص العضوية، التي تعبر الجلد والجهاز التنفسي بسهولة، على الجهاز العصبي المركزي في الغالب.

## أعراض وعلامات التسمم بالرصاص

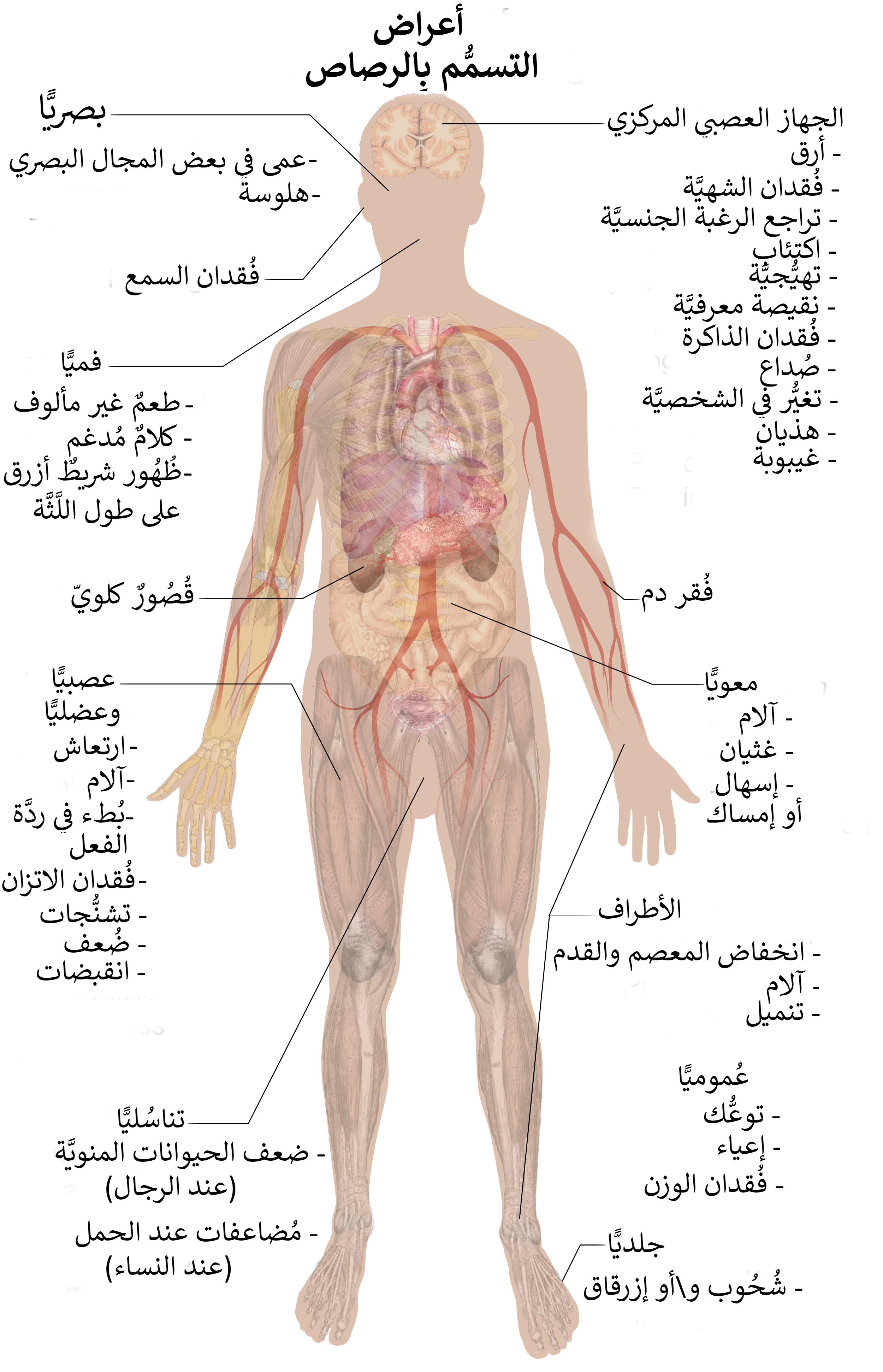
أعراض التسمم بالرصاص

يمكن أن يسبب التسمم بالرصاص مجموعة متنوعة من الأعراض والعلامات التي تختلف اعتمادًا على الفرد ومدة التعرض للرصاص. الأعراض غير محددة وقد تكون خفية، وقد لا يُظهر الشخص ذو المستويات المرتفعة من الرصاص أي أعراض. عادةً ما تتطور الأعراض على مدى أسابيع إلى أشهر حيث يتراكم الرصاص في الجسم أثناء التعرض المزمن، ولكن تحدث الأعراض الحادة نتيجةً للتعرض القصير والمكثف أيضًا. تحدث الأعراض سريعًا نتيجة التعرض للرصاص العضوي، والذي ربما يكون أكثر سميةً من الرصاص غير العضوي بسبب قدرته على الذوبان في الدهون. تتركز أعراض التسمم من مركبات الرصاص العضوية في الغالب في الجهاز العصبي المركزي، مثل الأرق والهذيان والعجز المعرفي، والرعاش، والهلوسة، والتشنجات.

### الأعراض المبكرة
قد تختلف الأعراض في البالغين والأطفال؛ فالأعراض الرئيسية في البالغين هي الصداع، وآلام البطن وفقدان الذاكرة، والفشل الكلوي، ومشاكل الإنجاب للذكور، والضعف، وآلام ووخز الأطراف.
عادةً ما تكون الأعراض المبكرة للتسمم بالرصاص لدى البالغين غير محددة وتشمل الاكتئاب وفقدان الشهية وآلام البطن المتقطعة والغثيان والإسهال والإمساك وآلام العضلات. تشمل بعض العلامات الأخرى التي تحدث في البالغين الشعور بالضيق، والتعب، وانخفاض الرغبة الجنسية، ومشاكل في النوم، ووجود طعم غير عادي في الفم وتغيرات الشخصية.

### مستويات الرصاص والأعراض
في البالغين، يمكن أن تحدث الأعراض عند مستويات أعلى من 40 ميكروغرام / ديسيلتر، ولكن من المرجح أن تحدث عند مستويات تفوق 50-60 ميكروغرام / ديسيلتر فقط. تبدأ الأعراض في الظهور في الأطفال عمومًا عند تركيزات تصل إلى حوالي 60 ميكروغرام / ديسيلتر. ومع ذلك، تختلف مستويات الرصاص التي تسبب ظهور الأعراض على نطاق واسع اعتمادًا على خصائص غير معروفة لكل فرد.

#### عند مستويات الرصاص في الدم بين 25 و 60 ميكروغرام/ديسيلتر
يمكن أن تحدث بعض التأثيرات العصبية والنفسية مثل تأخرردود الأفعال، والتهيج، وصعوبة التركيز، فضلًا عن تباطؤ التوصيل العصبي الحركي والصداع. كما قد يحدث فقر الدم (الأنيميا) عند مستويات من الرصاص في الدم أعلى من 50 ميكروغرام / ديسيلتر.

#### عند مستويات الرصاص في الدم من 80 - 100 ميكروغرام/ديسيلتر
في البالغين، قد يكون المغص البطني، الذي ينطوي على الانتياب من الألم أهم الأعراض التي تظهر عن مستوى 80 ميكروغرام/ديسيلترمن الرصاص في الدم.
في الأطفال، تحدث علامات التهاب الدماغ مثل السلوك الغريب، والخلط، واللامبالاة عند مستويات من الرصاص تتجاوز 70 ميكروغرام/ديسيلتر.

#### عند مستويات الرصاص في الدم تتجاوز 100 ميكروغرام / ديسيلتر
تشمل الأعراض عند ذلك الحد انخفاض المعصم وانخفاض القدم، وعلامات اعتلال الدماغ (وهي حالة تتميز بتورم المخ)، مثل تلك التي تصاحب زيادة الضغط داخل الجمجمة، والهذيان، والغيبوبة، والنوبات، والصداع. كما يكون من النادر ألا تتناظر الأعراض والعلامات لكل من البالغين والأطفال إذا تجاوزت مستويات الرصاص في الدم 100 ميكروغرام / ديسيلتر.

### التسمم الحاد
تحدث يعض العلامات العصبية النموذجية كالألم، وضعف العضلات، والخدر والوخز، في حالات التسمم الحاد ونادرًا ما تظهر الأعراض المرتبطة بالتهاب الدماغ. كما تشمل بعض أعراض التسمم الحاد الأخرى ألم البطن، والغثيان، والتقيؤ، والإسهال، والإمساك. تشمل آثار الرصاص على الفم القابضية والشعور بطعم المعادن. كما تشيع أمراض الجهاز الهضمي في حالات التسمم الحاد بالرصاص مثل الإمساك، والإسهال، وفقدان الشهية أو فقدان الوزن. يمكن أن يسبب امتصاص كميات كبيرة من الرصاص خلال فترة قصيرة صدمة (إذ تكون السوائل غير كافية في الدورة الدموية بسبب فقدان المياه من الجهاز الهضمي). كما يمكن أن يتسبب انحلال الدم (تمزق خلايا الدم الحمراء) نتيجةً لتسمم الرصاص الحاد فقر الدم (فقر الدم (الأنيميا)) وظهور الهيموغلوبين في البول. كما يمكن أن يسبب تسمم الرصاص بعض الأضرار للكلى مثل انخفاض كمية البول. أما هؤلاء الذين ينجون من التسمم الحاد فغالًبا ما يُظهرون أعراض التسمم المزمن.

### التسمم المزمن
عادةً ما يظهر التسمم المزمن على هيئة أعراض تؤثر على أنظمة متعددة، ولكن يرتبط مع ثلاثة أنواع رئيسية من الأعراض: أعراض الجهاز الهضمي، والجهاز العصبي العضلي، والجهاز العصبي.
تظهر أعراض الجهاز العصبي المركزي والأعراض العصبية العضلية نتيجة التعرض الحاد لكميات كبيرة من الرصاص، في حين تظهر أعراض الجهاز الهضمي نتيجة التعرض لفترات أطول.
وتشمل علامات التعرض المزمن:
- فقدان الذاكرة قصيرة الأمد أو اضطرابات في التركيز.
- الاكتئاب
- الغثيان
- آلام في البطن
- فقدان التنسيق الحركي
- وخدر وخز في الأطراف [27]
- الشعور بالتعب
- مشاكل النوم
- الصداع
- الذهول
- الكلام المتقطع
- فقر الدم

تعتبر «مسحة الرصاص» مع شحوب و / أو ازرقاق لون الجلد علامة أخرى للتسمم المزمن. كما يعتبر وجود خط أزرق على طول اللثة مع حافة سوداء مزرقة للأسنان، والمعروفة باسم خط بيرتون، مؤشر آخر مميز للتسمم بالرصاص المزمن.
قد يرفض الأطفال الذين يعانون من التسمم المزمن للرصاص اللعب أو يظهرون فرط الحركة أو بعض اضطرابات السلوك العدوانية. كما تحدث بعض الاضطرابات البصرية مع عدم وضوح الرؤية المتقدم تدريجيًا نتيجة للعتمة المركزية، والناجمة عن الالتهاب السام للعصب البصري.

### آثار التسمم بالرصاص على الأطفال

ومع ازدياد صرامة معايير السلامة الرئيسية، وجد أن عددًا أقل من الأطفال في الولايات المتحدة لديهم مستويات مرتفعة من الرصاص.

يعتبر الجنين المتطور في رحم المرأة التي لديها مستوى مرتفع من الرصاص في الدم أكثر عرضة للتسمم بالرصاص عن طريق التعرض في الرحم، كما يتعرض لخطر أكبر من أن يولد قبل الأوان أو مع انخفاض الوزن عند الولادة.
كما يعتبر الأطفال أكثر عرضةً للتسمم بالرصاص لأن أجسامهم الصغيرة تكون في حالة مستمرة من النمو والتنمية. كما تمتص أجسامهم الرصاص بمعدل أسرع مقارنةً بالبالغين، مما يسبب ضررًا جسديًا أكثر من كبار السن. وعلاوةً على ذلك، دائمًا ما يكون الأطفال على الأرض، خاصةً لأنهم يتعلمون الزحف والمشي، وبالتالي أكثر عرضةً لابتلاع واستنشاق الغبار الملوث بالرصاص.
تشمل العلامات والأعراض التقليدية لدى الأطفال
- فقدان الشهية
- آلام البطن
- القيء
- فقدان الوزن
- الإمساك
- فقر الدم
- الفشل الكلوي
- التهيج
- الخمول
- مشاكل في التعلم وبعض المشاكل السلوكية.[39]
- بطء تطور سلوكيات الطفولة المعتادة، مثل الكلام واستخدام الكلمات، والإعاقة الذهنية الدائمة.[36]
- كما يمكن أن تظهر خطوط بيضاء-بصورة أقل شيوعًا- في أظافر الأطفال (وهو ما يعرف بالوبش) عند تعرضهم لتركيزات عالية من الرصاص بشكل غير طبيعي.[40]

### المضاعفات
يؤثر الرصاص على كل جهاز من أجهزة الجسم، وخاصة الجهاز العصبي، ولكنه يؤثر أيضًا على العظام والأسنان والكلى والقلب والأوعية الدموية والجهاز المناعي، والجهاز التناسلي. كما ارتبط فقدان السمع وتسوس الأسنان بالتعرض للرصاص، بالإضافة إلى إعتام عدسة العين. يؤدي التعرض للرصاص داخل الرحم وحديثي الولادة إلى تسوس الأسنان. وبصرف النظر عن الآثار التنموية الفريدة للأطفال الصغار، تُماثل الآثار الصحية التي يعاني منها البالغون تلك التي يعاني منها الأطفال، على الرغم من ارتفاع مستويات الرصاص اللازمة لحدوث تلك الأعراض.

#### الكلى
يحدث تلف الكلى مع التعرض لمستويات عالية من الرصاص، وتشير الأدلة إلى أن المستويات الدُنيا يمكن أن تلحق الضرر بالكلية أيضًا. يمكن أن يسبب التأثير السمي للرصاص على الكلى اعتلال الكلية مما قد يسبب متلازمة فانكوني، حيث تختل وظيفة الأنيببات الكلوية القريبة. كما تم الإبلاغ عن حدوث حالات من اعتلال الكلية عند التعرض لمستويات أقل سميةً من تلك اللازمة لحدوث اعتلال الكلية في مرضى البلدان المتقدمة الذين يعانون من مرض الكلى المزمن أو كانوا في خطر بسبب ارتفاع ضغط الدم أو مرض السكري. يؤدي التسمم بالرصاص إلى تثبيت إفراز حمض البول ويسبب استعدادية الجسم لحدوث النقرس، حيث تتراكم فيه أحماض البول (اليورات). وتعرف تلك الحالة باسم النقرس الزحلي.

#### القلب والأوعية الدموية
تشير الدلائل إلى أن التعرض للرصاص يرتبط بارتفاع ضغط الدم، كما وجدت الدراسات وجود صلة بين التعرض للرصاص وأمراض القلب التاجية، وتقلب معدل ضربات القلب، والموت من السكتة الدماغية، ولكن تلك الأدلة محدودة بشدة. قد يقع الأشخاص الذين تعرضوا لتركيزات أعلى من الرصاص تحت خطر أعلى للإصابة بخلل الوظائف اللاإرادية القلبية في الأيام التي تزداد بها تركيزات الأوزون والجسيمات الدقيقة.

#### الجهاز التناسلي
ويؤثر الرصاص على الجهاز التناسلي لكل من الذكور والإناث. فعندما تتجاوز مستويات الرصاص في الدم 40 ميكروغرام / ديسيلترفي الرجال، يتم تقليل عدد الحيوانات المنوية وتحدث تغيرات في حجم الحيوانات المنوية، وقابليتها للحركة، وأشكالها. يمكن أن يؤدي ارتفاع مستوى الرصاص في الدم لدى النساء الحوامل إلى الإجهاض التلقائي، والولادة المبكرة، وانخفاض وزن الولادة، ومشاكل في النمو خلال مرحلة الطفولة. يستطيع الرصاص المرور من خلال المشيمة وفي حليب الثدي، وعادةً ما تتساوى مستويات الرصاص في الدم لدى الأمهات والرضع . قد يتسمم الجنين في الرحم إذا تحرك الرصاص من عظام الأم في وقت لاحق من خلال التغييرات في عملية التمثيل الغذائي بسبب الحمل. قد يساعد زيادة تناول الكالسيوم خلال فترة الحمل على تخفيف هذه الظاهرة.

#### الجهاز العصبي

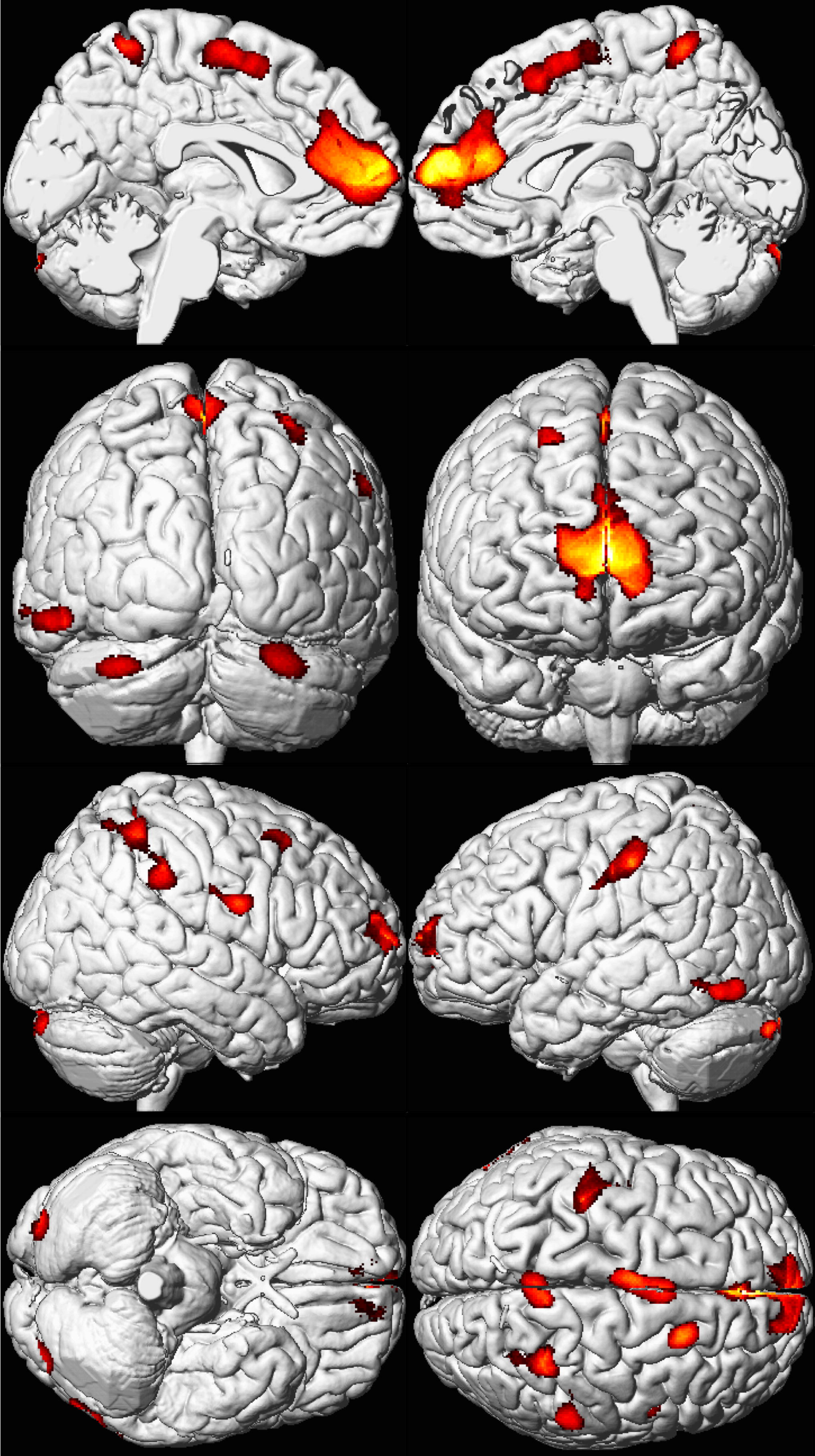
تظهر أدمغة البالغين الذين تعرضوا للرصاص وهم أطفال انخفاض في الحجم، وخاصة في قشرة الفص الجبهي، عند التصوير بالرنين المغناطيسي. تظهر مجالات فقدان حجم في اللون على قالب من الدماغ العادي.

تظهر آثار الجهاز العصبي المحيطي بشكل أكثر وضوحًا في البالغين، بينما تبرز آثار الجهاز العصبي المركزي بشكل أكبر في الأطفال. يصيب الرصاص محاور الخلايا العصبية بالتهتك كما تفقد المحاورغلافها من الميالين.
ارتبط التعرض للرصاص لدى الأطفال الصغار بعجز التعلم، كما يقع الأطفال الذين يعانون من تركيزات من الرصاص في الدم أكبر من 10 ميكروغرام / ديسيلتر تحت خطرالإصابة بإعاقة النمو. كما ارتبطت زيادة مستوى الرصاص في الدم لدى الأطفال بانخفاض نسبة الذكاء، والتفكير غير اللفظي، والذاكرة قصيرة الأمد، والانتباه، والقراءة والقدرة على الحساب، والمهارات الحركية الدقيقة، والتنظيم العاطفي، والمشاركة الاجتماعية. يظهر تأثير الرصاص على قدرات الأطفال المعرفية عند مستويات منخفضة جدًا. كما لا يبدوا أن يوجد مستوى أدنى للعلاقة بين الجرعة والاستجابة (على عكس المعادن الثقيلة الأخرى مثل الزئبق). وقد ارتبط انخفاض الأداء الأكاديمي مع التعرض للرصاص حتى عند مستويات الرصاص في الدم أقل من 5 ميكروغرام / ديسيلتر. وقد تم الإبلاغ عن حالات لديها مستويات من الرصاص في الدم أقل من 10 ميكروغرام / ديسيلتر ارتبطت بانخفاض معدل الذكاء ومشاكل السلوك مثل العدوان، بما يتناسب مع مستويات الرصاص في الدم. كما تم الإبلاغ عن انخفاض معدل الذكاء من 2-4 نقاط لكل ميكروغرام / ديسيلتر زيادة في الأطفال عند مستويات من الرصاص في الدم تتراوح بين 5 و 35 ميكروغرام / ديسيلتر. ومع ذلك، قد تتأثر الدراسات التي تظهر الارتباط بين التعرض للرصاص المنخفض المستوى والآثار الصحية عند الأطفال بالتبديد والإفراط في تقدير آثار التعرض للرصاص المنخفض المستوى.
ارتبط ارتفاع مستويات الرصاص في الدم لدى البالغين أيضا بانخفاض في الأداء المعرفي وبعض الأعراض النفسية مثل الاكتئاب والقلق. وقد وُجد في مجموعة كبيرة من العمال الحاليين والسابقين المعرضين للرصاص غير العضوي في كوريا أن مستويات الرصاص في الدم في نطاق 20-50 ميكروغرام / ديسيلتر ارتبطت بالعيوب العصبية المعرفية في هؤلاء العاملين. وقد تبين أن الزيادات في مستويات الرصاص في الدم من حوالي 50 إلى حوالي 100 ميكروغرام / ديسيلتر في البالغين ترتبط باستمرار، وربما بشكل دائم، بضعف وظيفة الجهاز العصبي المركزي.
يرتبط التعرض للرصاص لدى الأطفال أيضًا بالاضطرابات العصبية والنفسية مثل اضطراب نقص الانتباه فرط الحركة واضطراب السلوك الاجتماعي. كما ترتبط مستويات الرصاص المرتفعة لدى الأطفال بارتفاع درجات تدابير العدوان الانحراف. ووُجد أيضًا ارتباط بين التعرض قبل الولادة والطفولة المبكرة، والجرائم العنيفة في مرحلة البلوغ. كما وُجد أن البلدان ذات مستويات عالية من الرصاص في الهواء لديها معدلات أعلى نت القتل، بعد تعديل العوامل المربكة.
استعرضت دراسة في مايو عام 2000 أجراها المستشار الاقتصادي ريك نيفين أن التعرض للرصاص يفسر حوالي من 65٪ إلى 90٪ من الاختلاف في معدلات الجرائم العنيفة في الولايات المتحدة. وأشارت إحدى الورقات البحثية التي أعدها نفس المؤلف في عام 2007 إلى أن هناك ارتباط قوي بين مستويات الرصاص في الدم في الأطفال بسن ما قبل المدرسة ومعدلات الجريمة اللاحقة على مدى عدة عقود في تسعة بلدان. ويبدو أن التعرض للرصاص في مرحلة الطفولة يُزيد من تعطيل العملية الدراسية واحتقان الأحداث بين الأولاد.
كما يُعتقد أن الحظر الأمريكي لاستخدام الرصاص في طلاء المباني في أواخر السبعينيات، فضلًا عن التخلص من البنزين المحتوي على الرصاص في السبعينيات والثمانينيات، ساعد جزئيًا في انخفاض جرائم العنف في الولايات المتحدة منذ أوائل التسعينيات.

## طرق التعرض للرصاص
يعتبر الرصاص ملوث بيئي شائع. وتشمل أسباب التلوث البيئي الاستخدام الصناعي للرصاص، كما هو الحال في المنشآت التي تنتج بطاريات الرصاص الحمضية أو أسلاك أو أنابيب الرصاص، وإعادة تدوير المعادن والمسابك. وقد وجد أن الأطفال الذين يعيشون بالقرب من المرافق التي تنتج الرصاص، مثل مصاهر الرصاص، لديهم مستويات عالية من الرصاص في الدم. وفي أغسطس 2009، وجد الآباء والأمهات الذين أثاروا أعمال الشغب في الصين بعد تسمم ما يقرب من 2000 طفل بالرصاص أنهم يعيشون بالقرب من مصاهر الزنك والمنغنيز. ويمكن أن يحدث التعرض للرصاص عن طريق الرصاص المتواجد في الهواء والغبار المنزلي والتربة والماء والمنتجات التجارية. كما يرتبط وقود السيارات أيضًا بزيادة تلوث الرصاص. وقد اقترحت بعض البحوث وجود صلة بين البنزين المحتوي على الرصاص ومعدلات الجريمة.

### التعرض المهني

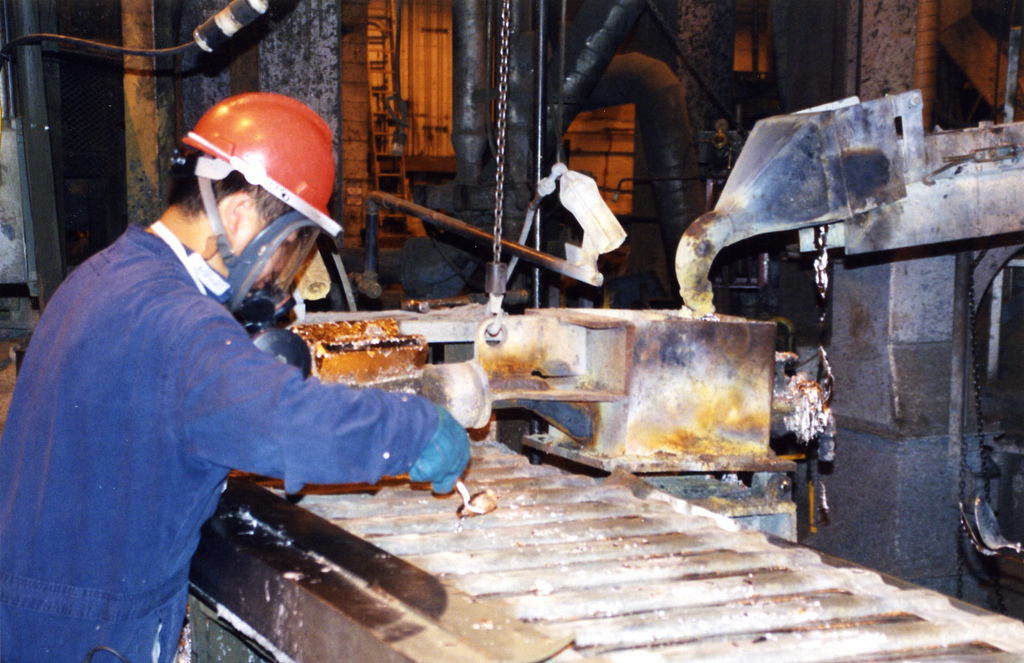
عمال في إحدى مصانع دوير البطاريات يقعون تحت خطر الإصابة بتسمم الرصاص

يعتبر التعرض المهني في البالغين هو السبب الرئيسي لتسمم الرصاص. يمكن أن يتعرض الأشخاص للرصاص عند العمل في المنشآت التي تنتج مجموعة متنوعة من المنتجات المحتوية على الرصاص؛ والتي تشمل دروع الوقاية من الإشعاع والذخيرة، وبعض المعدات الجراحية، والأشعة السينية للأسنان قبل استخدام الأشعة السينية الرقمية (إذ تحتوي كل حزمة على بطانة من الرصاص لمنع الإشعاع من المرور)، وشاشات متابعة الجنين، وأغراض السباكة، ولوحات المحركات، والمحركات النفاثة، والزجاج الخزفي.
تشمل المهن التي تنطوي على مخاطر التعرض للرصاص:
- عمال المناجم والصهر
- السباكين
- الميكانيكيين
- مصنعي الزجاج
- عمال البناء
- مُصنعي البطاريات
- عمال إعادة التدوير
- مدربين إطلاق النار
- مُصنعي البلاستيك
- العاملون باللحام
- العاملون بتصنيع المطاط
- العاملون بالطباعة
- العاملون في تصنيع الزنك والنحاس والصهر ومعالجة المواد الخام
- العاملون بتسيير النفايات المنزلية
- العاملون في إنتاج الدهانات والأصباغ
- كما يمكن للآباء الذين يتعرضون للرصاص في مكان العمل جلب الغبارعلى الملابس أو الجلد وتعريض أطفالهم إلى الرصاص.

### الطعام
يمكن العثور على الرصاص في الغذاء من خلال إحدى الطرق التالية:
1. زرع الطعام في تربة تحتوي على كميات مرتفعة من الرصاص
2. الرصاص المحمولة جوًا والذي يلوث المحاصيل
3. الحيوانات التي تأكل الرصاص في طعامها
4. تخزين أو طهي الطعام في إحدى الأواني لتي تحتوي على الرصاص.

### الطلاء
تتميز بعض مركبات الرصاص بألوانها الزاهية والتي يمكن أن تستخدم على نطاق واسع في الدهانات، لذا يعتبر الرصاص الموجود في الطلاء هو الطريق الرئيسي للتعرض للرصاص في الأطفال. وجدت دراسة أجريت في 1998-2000 وجود 38 مليون وحدة سكنية في الولايات المتحدة مطلية باستخدام الدهانات القائمة على الرصاص، والتي انخفضت عن تقديرات عام 1990 والتي وصلت إلى 64 مليون نسمة.
يمكن أن يؤدي طلاء الرصاص المتدهور إلى مستويات خطيرة من الرصاص في غبار المنازل والتربة. ويُعد تدهور الطلاء الرصاصي والغبار المنزلي المحتوي على الرصاص من الأسباب الرئيسية لتسمم الرصاص المزمن يتحلل الرصاص إلى الغبار، وبما أن الأطفال أكثر عرضة للزحف على الأرض، فإنهم يتناولوه بكل سهولة. كما أن العديد من الأطفال الصغار يكون لديهم أعراض الوحم، وتناول الأشياء التي ليست بطعام. فكمية صغيرة من منتج يحتوي على الرصاص مثل رقاقة الطلاء أو رشفة من الطلاء يمكن أن تحتوي على عشرات أو مئات الملليغرامات من الرصاص. يشكل تناول رقائق الطلاء الرصاصي خطرًا خاصًا على الأطفال، وعادة ما ينتج عنه تسمم أشد مما يحدث من الغبار. وحيث أن إزالة طلاء الرصاص من المنازل (عن طرق الكحت أو استخدام النار)يخلق غبارًا يحتوي على الرصاص والأبخرة، لذا كان طلاء الطلاء الجديد فوق القديم المحتوي على الرصاص أكثر أمانًا (باستثناء النوافذ والأبواب، والتي تخلق الغبار الطلاء عند استخدامها). بدلًا من ذلك، يجب اتخاذ الاحتياطات الخاصة عند إزالة الطلاء المحتوي على الرصاص. في الرسم الزيتي كان شائعًا مرة استخدام كربونات الرصاص في تصنيع بعض الألوان مثل الأصفر أو الأبيض. كان لون الزيت الأبيض المحتوي على الرصاص هو اللون الرئيسي للرسامين حتى حلت محله المركبات المحتوية على الزنك أو التيتانيوم في منتصف القرن العشرين. ويُعتقد أن الرسام كارافاجي وربما فرانثيسكو غويا وفنسنت فان جوخ أُصيبوا بالتسمم بالرصاص بسبب التعرض المفرط أو الإهمال عند التعامل مع هذا اللون.

### التربة

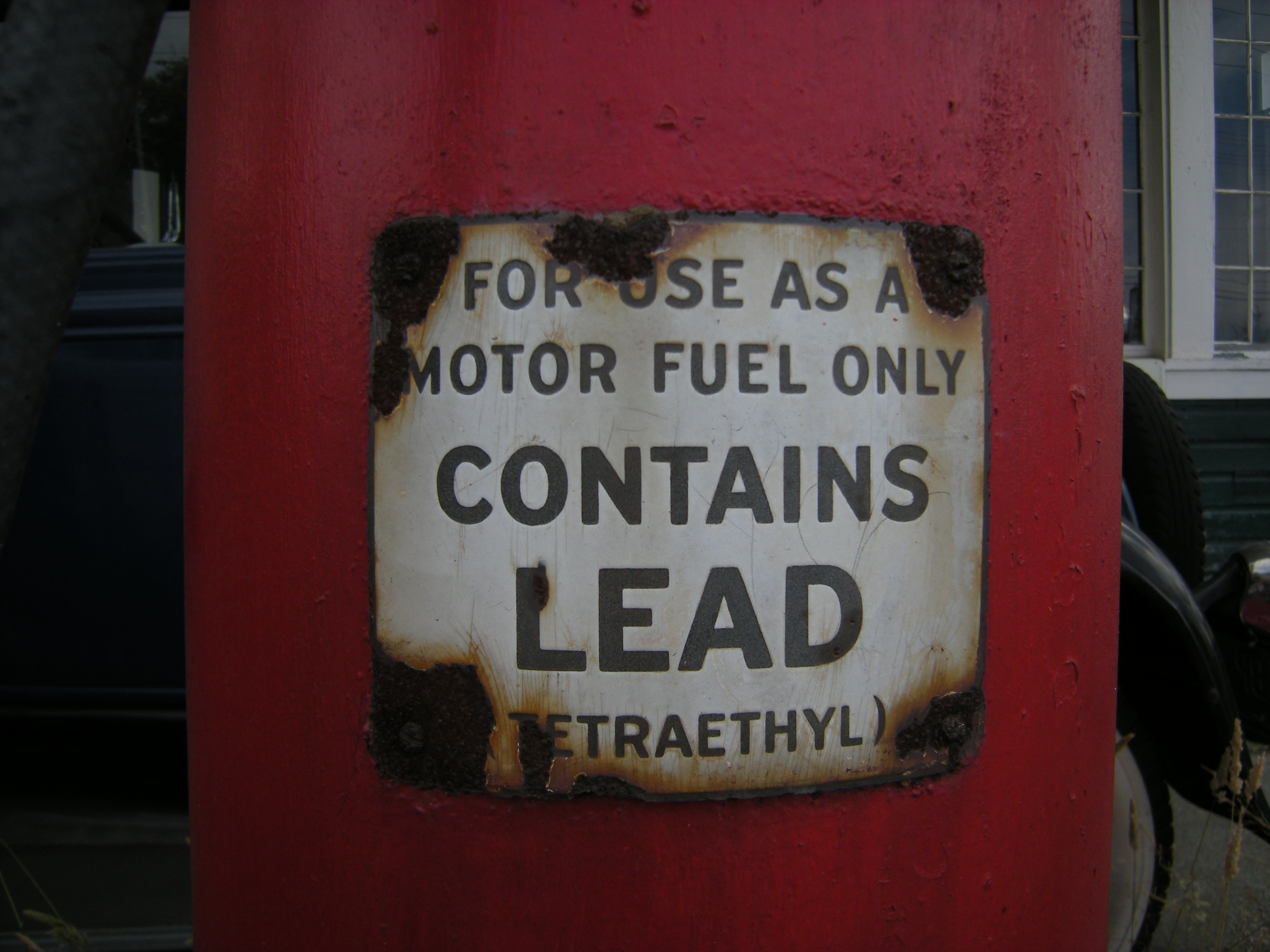
تحذير الرصاص على مضخة الوقود. تيتريثيليد، التي كانت تضاف إلى بنزين السيارات (والتي لا تزال تضاف إلى بعض الطائرات)، ساهمت في تلوث التربة.

يساهم الرصاص الموجود في التربة في تعريض الأشخاص للرصاص في المناطق الحضرية. وقد كان يعتقد أنه كلما كانت المنطقة أكثر تلوثًا بمختلف الملوثات، كاما زادت احتمالية تلوثها بالرصاص. ومع ذلك، لا يكون الحال هكذا دائمًا، كما أن هناك عدة أسباب أخرى لتلوث التربة بالرصاص. يمكن أن ينتج محتوى الرصاص في التربة عن الطلاء الرصاصي المتحلل أو بقايا البنزين المحتوي على الرصاص أو زيت المحرك المستخدم أو مبيدات الآفات المستخدمة في الماضي أو مكبات النفايات الملوثة أو أي من الصناعات المجاورة مثل المسابك أو المصاهر. على الرغم من أن التربة المحتوية على الرصاص أصبحت مشكلة صغيرة في البلدان التي لم تعد تستخدم وقود السيارات المحتوي على الرصاص، إلا أنها تظل سائدة، مما يثير المخاوف بشأن سلامة الزراعة الحضرية، كما يمكن أن يؤدي تناول الأغذية المزروعة في التربة الملوثة إلى التسمم بالرصاص.

### المياه
يمكن أن ينتهي الرصاص الموجود في الغلاف الجوي أو التربة في المياه الجوفية والمياه السطحية. كما يحتمل أن يتواجد الرصاص في مياه الشرب، على سبيل المثال. من السباكة والتركيبات المنزلية المصنوعة من الرصاص أو عند استخدام الرصاص كلحام في تركيبها. وبما أن المياه الحمضية تذيب الرصاص الموجود في تركيبات السباكة بسهولة أكبر، يمكن إضافة المواد الكيميائية إلى المياه البلدية لزيادة الأس الهيدروجيني وبالتالي تقليل تآكل إمدادات المياه العامة (إمداد المياه). تسبب الكلورامين، والذي تم تبنيه كبديل عن الكلور كمطهر للمياه بسبب قلة مخاوفه الصحية، في زيادة تآكل الرصاص في تركيبات السباكة. يعزى 14-20٪ في الولايات المتحدة من إجمالي التعرض للرصاص إلى مياه الشرب. اكتشف فريق من سبعة صحفيين من واشنطن بوست في عام 2004، مستويات عالية من الرصاص في مياه الشرب في واشنطن العاصمة، وفازوا بجائزة الصحافة الاستقصائية لسلسلة من المقالات حول هذا التلوث. وفي أزمة مياه فلينت، أدى التحول إلى استخدام مياه البلدية إلى رفع مستويات الرصاص في مياه الشرب في مياه الصنبور المحلية.
وفي أستراليا، قد يتسبب جمع مياه الأمطار من الأسطح في تسمم الرصاص إذا كانت هناك ملوثات الرصاص على السطح أو خزانات التخزين. وتسمح الخطوط التوجيهية الأسترالية لمياه الشرب بحد أقصى 0,01 ملغم / لتر من الرصاص في الماء.

### المواد المحتوية على الرصاص
يمكن العثور على الرصاص في منتجات مثل الكحل، ومستحضرات التجميل القديمة في الشرق الأوسط وجنوب آسيا، وأجزاء من أفريقيا التي لديها العديد من الأسماء، وفي بعض الألعاب. في عام 2007، تم سحب الملايين من الألعاب المصنوعة في الصين من بلدان متعددة بسبب مخاطر السلامة بما في ذلك الطلاء الرصاص. قد تحتوي ستائر الفينيل الصغيرة ، وخاصة في المساكن القديمة، على الرصاص. يتم تضمين الرصاص عادة في العلاجات العشبية مثل مسحضرات الأيورفيدا الهندية والعلاجات ذات الأصل الصيني.  كما ترتفع مخاطر ارتفاع مستويات الرصاص في الدم الناجمة عن استخدام العلاجات الشعبية مثل الأزاركون والغريتا، والتي يحتوي كل منها على حوالي 95٪ من الرصاص.
يزيد ابتلاع الرصاص المعدني، مثل الموجود في خطاطيف الصيد الصغيرة، من مستويات الرصاص في الدم ويمكن أن يكون مميتا.  كما يعد ابتلاع الطعام الملوث بالرصاص خطرًا كبيرًا. وغالًبا ما يحتوي الصقيل الخزفي على الرصاص، والأطباق التي لم يتم طهيها بشكل صحيح يمكن أن تذيب المعادن من أواني الطهي إلى الطعام، مما قد يسبب التسمم الشديد. في بعض الأماكن، يحتوي لحام العلب المستخدمة في حفظ الأغذية على الرصاص.
قد يُستخدم لحام الرصاص كذلك عند تصنيع الأدوات والأجهزة الطبية. كما يقع الأشخاص الذين يأكلون الحيوانات التي تم صيدها باستخدام الطلقات الرصاصية تحت خطر التعرض للرصاص. نادرًا ما تسبب الرصاصات التي تسقط في الجسم مستويات كبيرة من الرصاص، مع استثناء إصابة الرصاص للمفاصل، حيث يتدهور ويطلق الرصاص في الجسم بمرور الوقت.
في مايو 2015، وجد منظمو سلامة الأغذية الهندية في ولاية أوتار براديش أن عينات من ماجي (نودلز سريعة التحضير) تحتوي على تركيزات من الرصاص تصل إلى 17 مرة خارج الحدود المسموح بها. في 3 يونيو 2015، حظرت حكومة نيودلهي بيع نودلز ماجي في مخازن نيودلهي لمدة 15 يومًا لأنه اوجدت أنها تحتوي على الرصاص خارج الحد المسموح به. كما حظرت إدارة الاغذية والعقاقير في كجرات في 4 يونيو 2015 تلك النودلز لمدة 30 يوما بعد الكشف عن 27 من أصل 39 عينة تحتوي على الرصاص المعدني، من بين مواد أخرى. كما حظر بعض تجار التجزئة في الهند مثل مجموعة المستقبل، والبازار الكبير، وإيسيداي ونيلجيريس بيع تلك النودلز على مستوى البلد بأكمله. كما حظرت العديد من الدول الأخرى أيضًا بيع شعيرية ماجي.

### الطلقات الرصاصية
يُعد الاحتكاك مع الذخيرة مصدرًا من مصادر التعرض للرصاص. واعتبارًا من عام 2013، اعتُبر إنتاج الذخائر الرصاصية ثاني أكبر مصدرلاستخدام الرصاص السنوي في الولايات المتحدة، وهو ما يمثل أكثر من 60,000 طن مستهلك في عام 2012، يأتي في المركز الثاني فقط بعد تصنيع بطاريات التخزين. لا تعتبر وكالة حماية البيئة استخدام الرصاص كمسألة قانونية. يتم حظر طلقات صيد الطيور الرصاصية في بعض المناطق، ولكن يخدم هذا الحظر الطيور والحيوانات المفترسة في المقام الأول، بدلًا من البشر. وتشمل بدائل الطلقات الرصاصية الصلب، والتنغستن، والنيكل، والحديد، والبزموت، والقصدير، وبوليمرات التنغستن.
وحيث أن الطلقات الرصاصية تستخدم في مسابقات صيد الحيوانات، فقد تمت دراسة إمكانية ابتلاع الرصاص من استهلاك لحوم تلك الحيوانات سريريًا ووبائيًا. في دراسة أجراها مركز السيطرة على الأمراض مؤخرًا، تم تسجيل مجموعة من داكوتا الشمالية وطُلب منهم الإبلاغ الذاتي للاستهلاك التاريخي للحوم حيوانات المسابقات، والمشارِكة في الأنشطة الأخرى التي يمكن أن تتعرض فيها للطقات الرصاصية. ووجدت الدراسة أن عمر المشاركين، والجنس، وعمر المسكن، والهوايات الحالية التي قد يتعرضون فيها للرصاص، واستهلاك لحوم حيوانات المسابقات كلها مرتبط بمستوى الرصاص في الدم.
وقد أشارت وسائل الإعلام الشعبية إلى هذه الدراسة باعتبارها دليلًا بسيطًا على أن الصيد يُزيد من التعرض للتسمم بالرصاص، مما دفع جامعة إلينوي إلى إصدار بيان بعدم وجود مثل هذا الخطر. وفيما يتعلق بتقرير مركز السيطرة على الأمراض، يشير استنتاج المؤلفين في تقرير رحلة إيبي-إيد المتعلق بهذا الأمر إلى الزيادة الصغيرة المقترنة باستهلاك لحوم حيوانات مسابقات الصيد في الدراسة، ويطلب التفسير فيما يتعلق بالسياق البيئي:
في حين أن هذه الدراسة تشير إلى أن استهلاك لحوم حيوانات مسابقات الصيد يمكن أن تؤثر سلبًا على مستويات الرصاص في الدم، لم يكن لدى أي مشارك مستويات من الرصاص تزيد عن 10 ميكروغرام/ديسيلتر - وهو المستوى الذي يوصي مركز السيطرة على الأمراض لعلاج الحالات؛ وكان المتوسط الهندسي لثنائي الفينيل متعدد الكلور بين هذه الدراسة (1.17ميكروغرام/ ديسيلتر) أقل من المتوسط الهندسي الكلي لثنائي الفينيل متعدد الكلور في الولايات المتحدة (1.60 ميكروغرام / ديسيلتر). كما يجب تفسير الأهمية الطبية لانخفاض نسبة الرصاص في هذه العينة والزيادة الكمية الصغيرة بحوالي 0.30 ميكروغرام/ديسيلتر في مستوى الرصاص بالدم المرتبط باستهلاك لحوم مسابقات صيد الحيواناتالبرية في سياق الزيادة التي تحدث بشكل طبيعي.
تعتبر الطلقات الرصاصية المحتوية على النحاس أكثر اقتصادًا لإنتاجها واستخدامها من الرصاص. وتتوفر مواد بديلة مثل الصلب والنحاس والتنغستن لتلك الطلقات، ولكن البدائل تكون أقل فعالية و/أو أكثر تكلفة على الصعيد العالمي. ومع ذلك، فإن أكبر عقبة أمام استخدام الغالبية العظمى من البدائل تتعلق بالقوانين الحالية في الولايات المتحدة المتعلقة بالطلقات الخارقة للدروع. تحظر القوانين واللوائح المتعلقة بالذخيرة صراحة استخدام النحاس والبرونز والصلب والتنغستن، وتقريبا كل بديل معدني في أي رصاصة يمكن اطلاقها النار من أي مسدس، وكل رصاصة ذات عيار أصغر من 50 (بما في ذلك .223 ريمنجتون.308 وينشستر و. 30-06 على سبيل المثال لا الحصر). تكون بعض الطلقات الرصاصية مقاومة للتجزؤ، مما بعطي الصيادين القدرة على صيد الحيوانات مع خطر ضئيل من انتشار شظايا الرصاص في اللحوم المُعدة. بينما تكون الرصاصات الأخرى أكثر عرضةً للتجزؤ مما يفاقم خطر انتشار شظايا الرصاص في اللحوم المُعدة. في الممارسة العملية، يمكن استخدام الرصاصات غير القابلة للتفتيت وتنظيف جرح الحيوان للقضاء على خطر ابتلاع الرصاص من تناول الطعام؛ ومع ذلك، عزل هذه الممارسة لتحديد ارتباطها مع مستويات الرصاص في الدم في الدراسة أمر صعب. يستخدم البزموت كحل بديل للكريات البندقية المستخدمة في صيد الطيور المائية على الرغم من ارتفاع تكلفتها إلى ما يقرب من عشرة أضعاف تكلفة الرصاص.

## آلية المرض

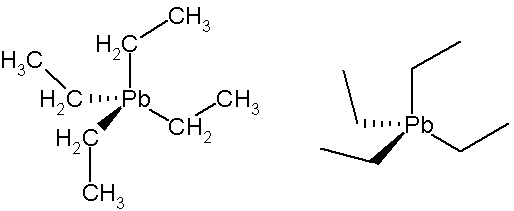
رباعي إثيل الرصاص، لا يزال يستخدم كمادة مضافة في بعض أنواع الوقود، ويمكن امتصاصه من خلال الجلد.

يحدث التعرض للرصاص عن طريق الاستنشاق، أو الابتلاع أو أحيانا عن طريق الجلد. يمكن أن يُتناول الرصاص من خلال الاتصال المباشر مع الفم والأنف والعينين (الأغشية المخاطية)، ومن خلال تشققات الجلد.حيث يمر رباعي إيثيل الرصاص، الذي كان مضافا للبنزين ولا يزال يستخدم في الوقود مثل وقود الطيران، عبر الجلد. بينما يتم امتصاص مركبات الرصاص غير العضوي الموجودة في الطلاء والمواد الغذائية، ومعظم المنتجات الاستهلاكية التي تحتوي على الرصاص بصورة طفيفة من خلال الجلد. المصادر الرئيسية لامتصاص الرصاص غير العضوي هي الابتلاع والاستنشاق. في البالغين، يترسب حوالي 35-40٪ من غبار الرصاص المستنشق في الرئتين، وحوالي 95٪ من ذلك يذهب إلى مجرى الدم. يتم امتصاص حوالي 15٪ من الرصاص غير العضوي الذي يتم تناوله، ولكن ترتفع هذه النسبة في الأطفال والنساء الحوامل، والأشخاص الذين يعانون من نقص الكالسيوم والزنك والحديد. قد يمتص الرضع حوالي 50٪ من الرصاص الذي يتم تناوله، ولكننا لا نعرف سوى القليل عن معدلات الامتصاص لدى الأطفال.
الأجزاء الرئيسية التي تخزن الرصاص في الجسم هي الدم والأنسجة الرخوة والعظام. ويُقاس نصف عمر الرصاص في هذه الأنسجة بالأسابيع للدم، والأشهر للأنسجة الرخوة، والسنوات للعظام. يرتبط الرصاص في العظام، والأسنان، والشعر، والأظافر بإحكام ولا ينتقل إلى لأنسجة الأخرى، ويُعتقد عمومًا أن لا يكون ضارًا. في البالغين، يترسب 94٪ من الرصاص الممتص في العظام والأسنان، بينما يخزن الأطفال 70٪ فقط بهذه الطريقة، وهي حقيقة قد تكون مسؤولة جزئيا عن الآثار الصحية الأكثر خطورة على الأطفال. ويقدر عمر النصف من الرصاص في العظام من 20 إلى 30 عام، مما يمكن أن يؤدي إلى زيادة مستويات الرصاص في مجرى الدم بعد فترة طويلة حتى بعد توقف التعرض الأولي. يُقدر عمر النصف للرصاص في الدم في الرجال بحوالي 40 يوما، مع إمكانية زيادته في الأطفال والنساء الحوامل، لتجدد العظام لديهم، والذي يسمح بإعادة الرصاص بشكل مستمر في مجرى الدم. إذا كان التعرض للرصاص يحدث على مر السنين، فإن تخلص الجسم منه يكون أبطأ بكثير، ويرجع ذلك جزئيًا إلى إعادة إطلاق الرصاص من العظام. تخزن العديد من الأنسجة الأخرى الرصاص، ويعتبر الدماغ والطحال والكلى والكبد والرئتين من الأنسجة التي تخزن الرصاص بتركيزات عالية (بخلاف الدم والعظام والأسنان). يتخلص الجسم من الرصاص ببطء شديد، ويتم ذلك بصورة أساسية عن طريق البول. كما يتخلص الجسم من كميات صغيرة من الرصاص من خلال البراز، وكميات صغيرة جدًا في الشعر والأظافر والعرق.
لا يوجد دور فيسيولوجي للرصاص في الجسم، وآثاره الضارة لا تُعد ولا تُحصى. يؤدي الرصاص والمعادن الثقيلة الأخرى إلى خلق جذور تفاعلية كيميائية تضر هياكل الخلايا بما في ذلك الحمض النووي وأغشية الخلايا. يؤدي الرصاص أيضًا إلى التداخل مع نسخ الحمض النووي، والإنزيمات التي تساعد في تركيب فيتامين د، والإنزيمات التي تحافظ على سلامة غشاء الخلية. [23] قد يحدث فقر الدم عندما تصبح الأغشية الخلوية لخلايا الدم الحمراء أكثر هشاشةً نتيجةً للأضرار التي لحقت بأغشيتها. كما يتداخل الرصاص مع عملية التمثيل الغذائي للعظام والأسنان ويغير نفاذية الأوعية الدموية وتخليق الكولاجين. قد يشكل الرصاص أيضًا ضررًا على جهاز المناعة، مما يتسبب في زيادة إنتاج بروتينات الاتهاب؛ قد تفسر هذه الآلية أن التعرض للرصاص يُعد من عوامل خطر الربو لدى الأطفال. [137] كما ارتبط التعرض للرصاص بانخفاض في نشاط الخلايا المناعية مثل الخلايا المحببة. كما يؤدي الرصاص أيضًا إلى التدخل في عملية التمثيل الغذائي الطبيعي للكالسيوم في الخلايا ويؤدي إلى تراكمه داخلها.

### الإنزيمات

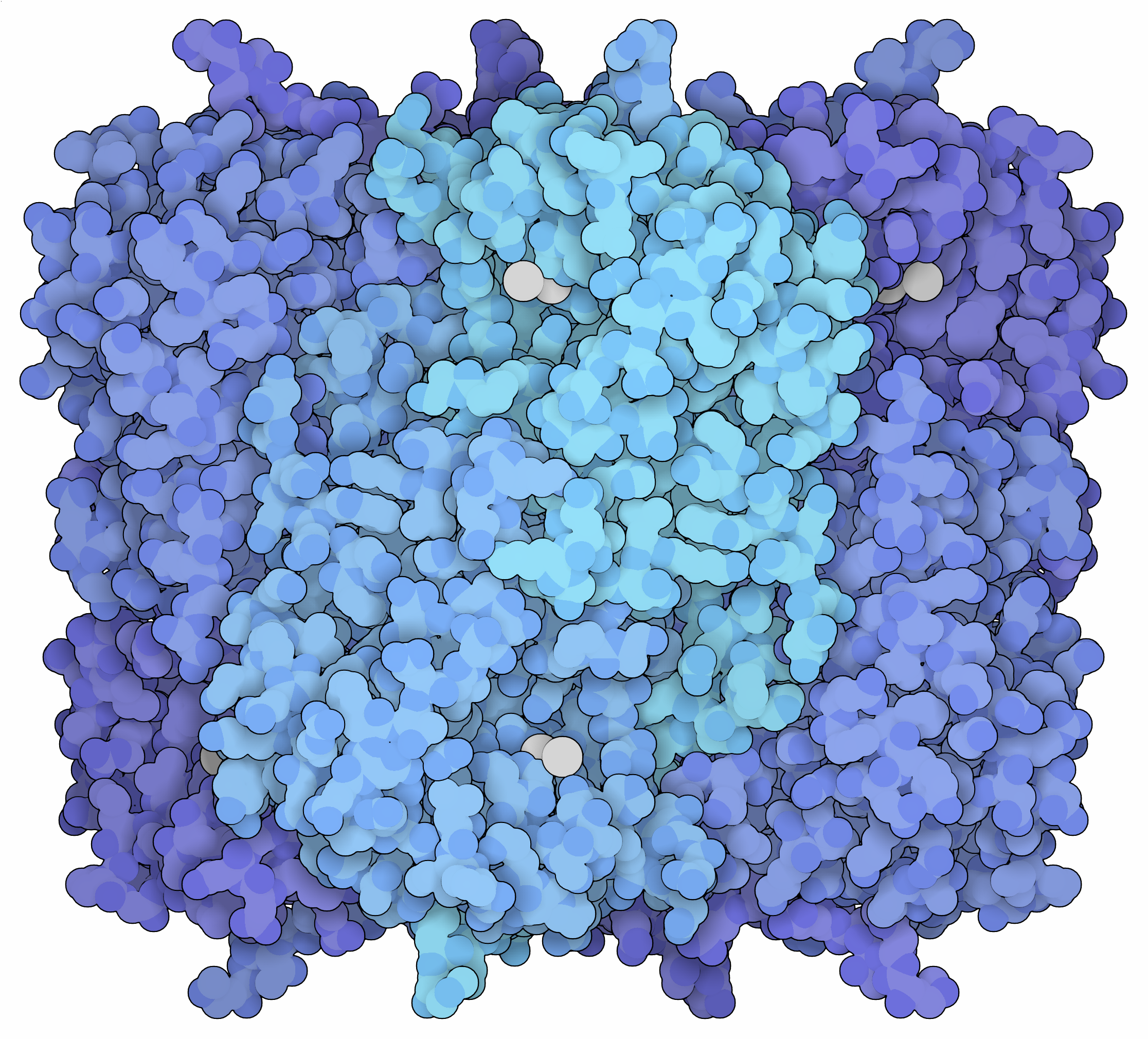
دلتا-أمينوليفولينيك حمض ديهيدراتاز مرتبط بالرصاص

بعتبر السبب الرئيسي لسمية الرصاص هو تدخله مع مجموعة متنوعة من الانزيمات لأنه يرتبط مع مجموعات الثيول الموجودة على العديد من الإنزيمات. يتمثل جزء من سمية الرصاص في قدرته على تقليد المعادن الأخرى التي تشارك في العمليات البيولوجية، والتي تعمل كعوامل مساعدة في العديد من التفاعلات الإنزيمية، مما يؤدي إلى استبدالها في الإنزيمات التي تعمل فيها. الرصاص قادر على الارتباط والتفاعل مع العديد الانزيمات كما تفعل هذه المعادن ولكن، بسبب تركيبه الكيميائي المختلف، فإنه لايعمل بشكل صحيح كعامل مساعد، وبالتالي يتدخل مع قدرة الانزيم لتحفيزالتفاعل. من بين المعادن الأساسية التي يتفاعل الرصاص معها هي الكالسيوم والحديد والزنك.
يحتوي أيون الرصاص على زوج وحيد في هيكله الإلكتروني، مما يمكن أن يؤدي إلى تشويه في تنسيق الربيطة، وفي عام 2007 افترض ذلك آلية تأثير التسمم بالرصاص على الإنزيمات. (انظر زوج غير رابط).
يعتبر تداخل الرصاص مع نشاط انزيم أساسي يسمى دلتا-أمينوليفولينيك حمض ديهيدراتاز ALAD (انظر هيكل الانزيم بالصورة) أحد الأسباب الرئيسية لآلية التسمم بالرصاص، وهو أمر مهم في تخليق الهيم، العامل المساعد الموجود في الهيموغلوبين. يؤدي الرصاص أيضًا إلى تثبيط إنزيم فيروكيلاتاس، وهو إنزيم آخر يشارك في تخليق الهيم. يحفز الفيروكيلاتيز انضمام البروتوبورفيرين والحديد لتشكيل الهيم. كما يؤدي تدخل الرصاص في تخليق الهيم إلى إنتاج بروتوبروفيرين الزنك وحدوث فقر الدم (أنيميا). وهناك تأثير آخر لتداخل الرصاص في تخليق الهيم وهو تراكم السلائف المخلقة للهيم، مثل حمض الأمينوليفيولينيك، والتي قد يسبب ضررًا مباشرًا أو غير مباشر بالخلايا العصبية.

### الخلايا العصبية

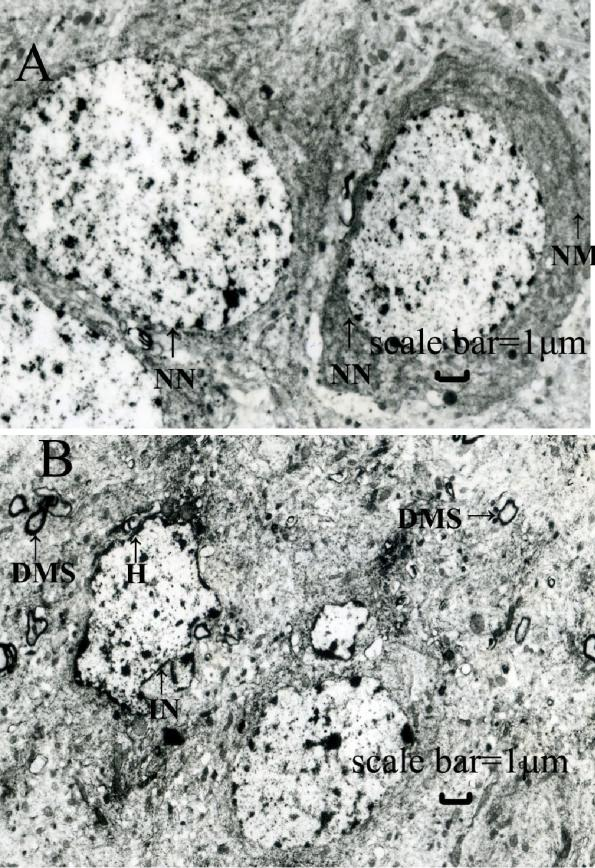
يؤدي التعرض للرصاص إلى إلحاق أضرار بالخلايا في الحصين، وهو جزء من الدماغ في الذاكرة. يظهر حصين الفئران المعرضة للرصاص (أسفل) حيث لحقت الأضرار الهيكلية للنواة (IN) وتهتك الميالين (MS) مقارنةً مع الحصين الطبيعي (بالأعلى).

يعد الدماغ هو الجهاز الأكثر حساسية للتعرض للرصاص. يتمتع الرصاص بالقدرة على المرور من خلال الخلايا البطانية عند حاجز الدم في الدماغ لأنه يمكن أن يحل محل أيونات الكالسيوم وأن يرتبط بمضخات الكالسيوم-أتباز. يتداخل تسمم الرصاص مع التطور الطبيعي لدماغ الطفل والجهاز العصبي. وبالتالي يصبح الأطفال أكثر عرضة للسمية العصبية للرصاص عن البالغين. في الدماغ النامي للطفل، يتداخل الرصاص مع تشكيل التشابك العصبي في القشرة المخية، والتطور العصبي (بما في ذلك الناقلات العصبية)، وتنظيم القنوات الأيونية. يسبب هذا فقدان الخلايا العصبية لأغشية الميالين العصبية، وتقليل عدد الخلايا العصبية، وتثبيط انتقال النواقل العصبية، وتقليل نمو الخلايا العصبية.
يتداخل الرصاص مع إطلاق الناقلات العصبية، والمواد الكيميائية التي تستخدمها الخلايا العصبية لإرسال الإشارات إلى الخلايا الأخرى. يتداخل الرصاص مع إطلاق حمض الجلوتاميك، وهو ناقل عصبي مهم في العديد من الوظائف بما في ذلك التعلم، عن طريق تثبيط مستقبلات ن-مثيل-د-أسبارتات. ويعتقد أن استهداف مستقبلات ن-مثيل-د-أسبارتات هو أحد الأسباب الرئيسية لسُمية الرصاص للخلايا العصبية. ووجد تقرير جامعة جونز هوبكنز أنه بالإضافة إلى تثبيط مستقبلات ن-مثيل-د-أسبارتات، تسبب التعرض للرصاص في خفض مستوى التعبير عن الجين لذلك المستقبل في جزء من الدماغ. وبالإضافة إلى ذلك، وقد وجد أن الرصاص يسبب استماتة في خلايا الدماغ في الدراسات الحيوانية.

## التشخيص
يشمل التشخيص تحديد العلامات الطبية والتاريخ الطبي، مع التحقيق في طرق التعرض المحتملة. يشارك علماء السموم الطبية، والأخصائيين الطبيين في مجال التسمم، في تشخيص وعلاج التسمم بالرصاص. يعتبر التحليل المختبري لمستوى الرصاص في الدم هو الأداة الرئيسية في تشخيص وتقييم شدة التسمم بالرصاص.

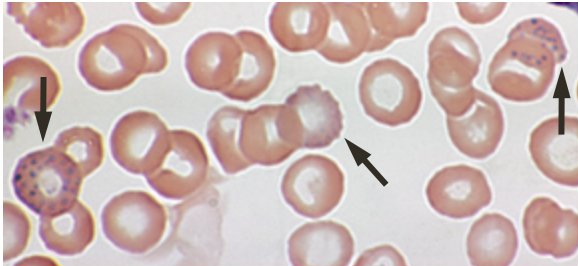
تشير السهام إلى تمزق كريات الدم الحمراء في حالة تبلغ من العمر عمر 53 عاما لديها مستويات مرتفعة من الرصاص في الدم بسبب الشرب مرارا وتكرارا من الأكواب المطلية بالرصاص.

### صورة الدم
قد يكشف فحص الدم عن تمزق قاعدي لخلايا الدم الحمراء (وهو ما يظهر على شكل نقاط في خلايا الدم الحمراء تُرى من خلال المجهر، فضلًا عن التغيرات المرتبطة عادةً بفقر الدم بسبب نقص الحديد (صغرالخلايا ونقص تنسج الدم). ومع ذلك، تمكن رؤية التمزق القاعدي لخلايا الدم الحمراء في ظروف لا علاقة لها بالتسمم بالرصاص، مثل فقر الدم الضخم الأرومات الناجم عن نقص فيتامين B12 كولبالامين ونقص الفولات.
يمكن أيضًا تقييم التعرض للرصاص عن طريق قياس بروتوبورفيرين كريات الدم الحمراء في عينات الدم. بروتوبورفيرين كريات الدم الحمراء هو جزء من خلايا الدم الحمراء معروف عنه أن يزيد عند زيادة كمية الرصاص في الدم بنسبة عالية، مع تأخير حدوث هذا لبضعة أسابيع. وبالتالي يشير تزامن مستويات بروتوبورفيرين كريات الدم الحمراء مع مستويات الرصاص في الدم إلى الفترة الزمنية للتعرض. فإذا كانت مستويات الرصاص في الدم مرتفعة ولاتزال مستويات بروتوبورفيرين كريات الدم الحمراء طبيعية، فإن هذه النتيجة تشير إلى أن التعرض حدث مؤخرًا.  ومع ذلك، لا يعتبر قياس مستويات بروتوبورفيرين كريات الدم الحمراء اختبارًا حساسًا بما فيه الكفاية لتحديد ارتفاع مستويات الرصاص في الدم عند مستويات تقل عن حوالي 35 ميكروغرام / ديسيلتر. وبسبب هذه المستوى العالي للكشف عن التعرض للرصاص وبالنظر إلأى حقيقة أن مستويات بروتوبورفيرين كريات الدم الحمراء يرتفع أيضًا في حالات نقص الحديد، فقد انخفض استخدام تلك الطريقة للكشف عن التعرض للرصاص.

### الأشعة السينية
تستخدم مستويات الرصاص في الدم كمؤشر بشكل رئيسي على التعرض الحالي للرصاص، وليست مؤشرًا لكمية الرصاص الكلية بالجسم. كما يمكن قياس مستويات الرصاص في العظام بواسطة فلورية الأشعة السينية؛ والتي تعتبر أفضل طريقة لقياس التعرض التراكمي وإجمالي كمية الرصاص الكلية بالجسم. ولكن لا تُتاح تلك الطريقة على نطاق واسع وتستخدم أساسًا في البحوث بدلًا من التشخيص الروتيني. ويمكن استخدام علامة إشعاعية أخرى لقياس مستويات الرصاص المرتفعة وهي وجود خطوط ذو كثافة إشعاعية في كردوس العظام الطويلة للأطفال المتناميين، وخاصة حول الركبتين تسمى خطوط الرصاص. تنجم هذه الخطوط عن زيادة التكلس بسبب خلل الأيض في العظام المتنامية، والذي يزداد مع زيادة مدة التعرض للرصاص. وقد تكشف الأشعة السينية أيضًا عن بعض المواد الغريبة المحتوية على الرصاص مثل رقائق الدهان في القناة الهضمية.
قد يستخدم قياس مستوى الرصاص في البراز على مدى بضعة أيام كوسيلة دقيقة لتقدير إجمالي كمية الرصاص الكلية بالجسم في مرحلة الطفولة. تعتبر هذه الطريقة وسيلة مفيدة لمعرفة مدى التعرض للرصاص عن طريق الفم من جميع المصادر الغذائية والبيئية للرصاص.

### التشخيص التفريقي
يتشارك التسمم بالرصاص عدة أعراض تتداخل مع بعض الحالات الطبية الأخرى، ويمكن أن يتم تفويتها بسهولة. تشمل تلك الحالات التي يجب استبعادها في تشخيص التسمم بالرصاص متلازمة النفق الرسغي ومتلازمة غيلان باريه والمغص الكلوي والتهاب الزائدة الدودية والتهاب الدماغ لدى البالغين والالتهاب المعدي والمعوي في الأطفال. وتشمل التشخيصات التفريقية الأخرى لدى الأطفال الإمساك، والمغص البطني، ونقص الحديد، والورم الدموي تحت الجافية)، وأورام الجهاز العصبي المركزي، والاضطرابات العاطفية والسلوكية، والتخلف العقلي.

### المستويات المرجعية
يُقدر المستوى المرجعي الحالي لتركيزات الرصاص المفبولة في الدم في الأشخاص الأصحاء دون التعرض المفرط للمصادر البيئية للرصاص بأقل من 5 ميكروغرام / ديسيلتر للأطفال. وكان أقل من 25 ميكروغرام / ديسيلتر للبالغين. وكانت تلك القيمة بالنسبة للأطفال قبل عام 2012 تُقدر بحوالي 10 ميكروغرام / ديسيلتر. كما يُقدر مؤشر التعرض البيولوجي الحالي (وهو المستوى الذي لا ينبغي تجاوزه) للعمال المعرضين للرصاص في الولايات المتحدة ب 30 ميكروغرام / ديسيلتر في عينات الدم العشوائية.
يشير المعهد الوطني للسلامة والصحة المهنية إلى أن المستوى المرجعي الطبيعي للرصاص في الدم لدى البالغين هو 10 ميكروغرام / ديسيلتر وكان المتوسط الهندسي الوطني للمستوى الرصاص في الدم بين البالغين 1.2 ميكروغرام / ديسيلتر بين عامي 2009-2010.
تراوحت تركيزات الرصاص في الدم في ضحايا التسمم كالآتي
- من 30 إلى 80 ميكروغرام / ديسيلتر في الأطفال المعرضين لطلاء الرصاص في المنازل القديمة.
- 77-104 ميكروغرام / ديسيلتر في الأشخاص الذين يعملون في صناعة الزجاج الصخري.
- 90-137 ميكروغرام / ديسيلتر في الأفراد الذين يستهلكون العشبية الملوثة والأدوية.
- 109-139 ميكروغرام / ديسيلتر في مدربين اطلاق النار في الأماكن المغلقة
- مستويات تصل إلى 330 ميكروغرام / ديسيلتر في هؤلاء الذين يشربون عصائر الفاكهة الحاويات خزفية المحتوية على الرصاص.[156]

## الوقاية

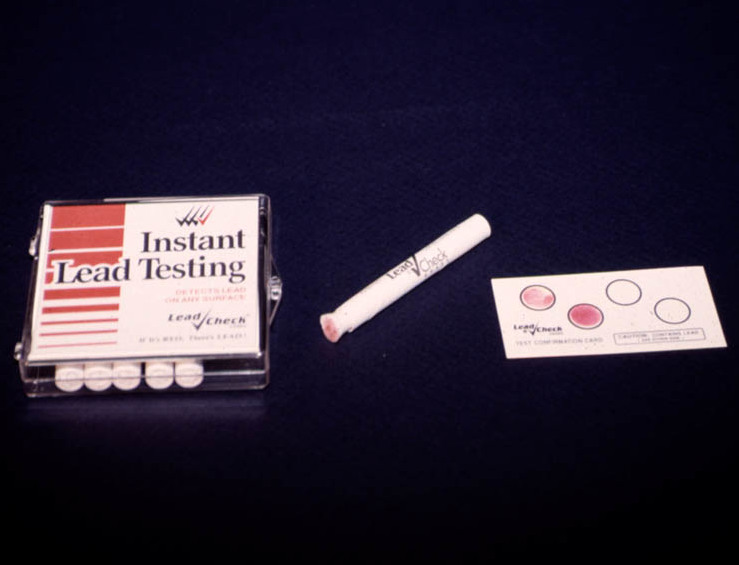
مجموعات الاختبار المتاحة تجاريا للكشف عن الرصاص. هذه المسحات، عندما فردها على السطح، تتحول الأحمر في وجود الرصاص.

في معظم الحالات، يمكن الوقاية من التسمم بالرصاص عن طريق تجنب التعرض للرصاص. ويمكن تقسيم تلك الاستراتيجيات الوقائية إلى تدابير فردية (التدابير التي تتخذها الأسرة)، والطب الوقائي (تحديد الأفراد ذوي المخاطر العالية والتدخل معهم)، والصحة العامة (الحد من مخاطر التسمم على مستوى السكان).

### التدابير الفردية
تشمل الخطوات الموصى بها من قبل الأفراد للحد من مستويات الرصاص في الدم من الأطفال كثرة غسل اليدين وتناول الكالسيوم والحديد، عدم وضع الأيدي على الأفواه، والابتعاد عن الأشياء التي تحتوي على الرصاص مثل الحلي والستائر في المنزل. يمكن استبدال أنابيب الرصاص أو لحام السباكة المحتوي على الرصاص في المنازل. وتشمل الطرق الأقل دوامًا ولكنها أرخص تكلفةً تشغيل صنابير المياه في الصباح لطرد المياه الملوثة الراكدة في أنابيب المياه، أو ضبط كيمياء المياه لمنع تآكل الأنابيب. كما تتوافر أدوات اختبار الرصاص تجاريًا للكشف عن وجود الرصاص في الأسرة المعيشية. وحيث أن الماء الساخن يحتمل أن يحتوى على كميات أعلى من الرصاص، لذا يّفضل استخدام الماء البارد فقط من الصنابير للشرب والطبخ وصنع حليب الأطفال. وبما أن معظم الرصاص في المياه المنزلية يأتي عادة من سباكة المنازل وليس من إمدادات المياه المحلية، لذا يمكن تجنب التعرض للرصاص باستخدام الماء البارد. كما لم تظهر تدابير مكافحة الغبار والتعليم المنزلي أي فعالية في تغيير مستويات دم الأطفال.

### تدابير الطب الوقائي
تُعد برامج الفحص والغربلة طريقة مهمة في استراتيجيات الطب الوقائي. وتوجد برامج لفحص دم الأطفال المعرضين لخطر التعرض للرصاص، مثل أولئك الذين يعيشون بالقرب من الصناعات ذات الصلة بالرصاص.

### تدابير الصحة العامة
توجد بعض التدابير الوقائية على الصعيدين الوطني والإقليمي. وتشمل التوصيات المقدمة من المهنيين الصحيين لخفض تعرض الأطفال للرصاص حظر استخدام الرصاص في الصناعات غير الضرورية وتعزيز القوانين والتنظيمات التي تحد من كمية الرصاص في التربة والمياه والهواء والغبار المنزلي والمنتجات. توجد لوائح للحد من كمية الرصاص في الطلاء. على سبيل المثال، قيّد قانون عام 1978 في الولايات المتحدة استخدام الرصاص في طلاء المنازل والأثاث واللعب إلى 0.06٪ أو أقل. وفي أكتوبر عام 2008، خفضت وكالة حماية البيئة الأمريكية مستوى الرصاص المسموح به بنسبة تتراوح من 10 إلى 0.15 ميكروجرام لكل متر مكعب من الهواء، وأعطت الدول خمس سنوات للامتثال لتلك المعايير. كما تُقيد توجيهات الاتحاد الأوروبي المتعلقة بالمواد الخطرة كميات الرصاص والمواد السامة الأخرى المستخدمة في المعدات الإلكترونية والكهربائية. وفي بعض الأماكن، توجد برامج علاجية لتقليل وجود الرصاص عند ارتفاع مستوياتها، كما يحدث في مياه الشرب على سبيل المثال. وللوصول إلأى حل جذري، قامت بعض الحكومات بإغلاق «بلدات بأكملها» بالقرب من مناجم الرصاص السابقة، وإعادة توطين السكان في أماكن أخرى، كما حدث في بيكر، أوكلاهوما في عام 2009.

## العلاج
| مستوى الرصاص في الدم مغم/ديسيلتر | العلاج                                 |
| -------------------------------- | -------------------------------------- |
| 10–14                            | التوعية وقياس المستويات تباعًا          |
| 15–19                            | كرر فحص الحالة الابتعاد عن مصدر التسمم |
| 20–44                            | التقييم الطبي وعلاج الحالة             |
| 45–69                            | التقييم الطبي وعلاج الحلة بالاستخلاب   |
| >69                              | دخول المستشفى والعلاج بالاستخلاب       |

تتمثل الدعائم الأساسية للعلاج في إزالة مصدر الرصاص، والعلاج بالاستخلاب (وهو ما يعرف بإزالة المعدن الثقيل من الجسم) بالنسبة للأشخاص الذين لديهم مستويات عالية من الرصاص في الدم أو الذين يعانون من أعراض التسمم. بالإضافة إلى علاج نقص الحديد والكالسيوم والزنك، والذي يرتبط بزيادة امتصاص الرصاص. عند وجود المواد المحتوية على الرصاص في الجهاز الهضمي (كما يظهر في الأشعة السينية في البطن)، يمكن استخدام ري الأمعاء أو الملينات أو المناظير أو حتى التدخل الجراحي لإزالة الرصاص من القناة الهضمية. وحيث أن الطلقات والشظايا المحتوية على الرصاص قد تشكل أيضًا تهديدًا بزيادة التعرض، يحتاج المصاب إلى إزالة تلك الطلقات أو الشظايا جراحيًا إذا كانت موجودة في أو بالقرب من الأجزاء أو الأغشية الزلالية المليئة بالسوائل. كما يمكن إعطاء مضادات الاختلاج للسيطرة على النوبات في حالات اعتلال الدماغ، بالإضافة إلى استخدام الأدوية للسيطرة على تورم الدماغ مثل الكورتيكوستيرويدات (كورتيكوستيرويد) والمانيتول. كما ينطوي علاج التسمم بالرصاص العضوي على إزالة مركب الرصاص من الجلد، ومنع المزيد من التعرض، ومعالجة النوبات، وربما العلاج بالاستخلاب للأشخاص الذين يعانون من التركيزات العالية للرصاص في الدم.

### العلاج بالاستخلاب

حمض ثنائي أمين إيثيلين رباعي حمض الأسيتيك، عامل استخلاب، يرتبط بالمعادن الثقيلة.

عامل الاستخلاب هو جزيء يحتوي على اثنين من المجموعات المشحونة سلبًا اعلى الأقل التي تسمح لها بتشكيل المركبات مع أيونات المعادن ذات الشحنات الإيجابية، مثل الرصاص. وبالتالي فإن المواد المتكونة نتيجة تلك العملية غير سامة ويمكن إفرازها في البول، بمعدلات تصل إلى 50 ضعف من المعدلات العادية. تشمل العوامل المخلبية المستخدمة لعلاج التسمم بالرصاص (حمض ثنائي أمين إيثيلين رباعي حمض الأسيتيك)، والديمركابرول، والتي يتم حقنها، أو السوكسيمر ود-بنسيلامين، التي تُعطى عن طريق الفم. يستخدم العلاج بالاستخلاب في حالات التسمم بالرصاص الحاد، التسمم الشديد، واعتلال الدماغ، وفي حالات ارتفاع مستويات الرصاص في الدم أكثر من 25 ميكروغرام / ديسيلتر. في حين أن استخدام العلاج بالاستخلاب للأشخاص الذين يعانون من أعراض التسمم الحاد بالرصاص مدعوم نطاق واسع، إلا أن استخدامه في الأشخاص الذين لا يعانون من أعراض ارتفاع مستويات الرصاص في الدم مازال مثيرًا للجدل. كما يمثل العلاج بالاستخلاب قيمة محدودة في حالات التعرض المزمن للمستويات المنخفضة من الرصاص. وعادةً ما يتم إيقاف العلاج بالاستخلاب عند اختفاء الأعراض أو عند عودة مستويات الرصاص في الدم إلى المستويات الطبيعية. قد ترتفع مستويات الرصاص في الدم بعد توقف العلاج بالاستخلاب في حالات التعرض للرصاص على فترات طويلة بسبب ترسب الرصاص في العظام، وبالتالي يجب علاج تلك الحالات بصورة متكررة.
يحتاج الأشخاص الذين يتلقون الديمركابرول إلى تقييم لحساسية الفول السوداني حيث تحتوي الصيغة التجارية للمركب على زيت الفول السوداني. كما يعتبر حمض ثنائي أمين إيثيلين رباعي حمض الأسيتيك عاملًا فعالًا إذا أُعطي في غضون أربع ساعات بعد حقن الديمركابرول، مع الأخذ في الاعتبار أ، حقن اليدمركابرول، أو السوكسيمر قبل إعطاء حمض ثنائي أمين إيثيلين رباعي حمض الأسيتيك ضروري لمنع إعادة توزيع الرصاص في الجهاز العصبي المركزي. يستخدم الديمركابرول وحده في إعادة توزيع الرصاص إلى الدماغ والخصيتين. تشمل الآثار الجانبية السلبية لحمض ثنائي أمين إيثيلين رباعي حمض الأسيتيك تسمم الكلى. كما يعتبر السوكسيم هو العامل المفضل في حالات التسمم بالرصاص الخفيفة إلى المتوسطة. قد يكون هذا هو الحال الأمثل في الحالات التي يكون لدى الأطفال فيها مستوى من الرصاص في الدم يقفل عن 25 ميكروغرام/ديسيلتر. كانتا اضطرابات الجهاز الهضمي أكثر الآثار الجانبية السلبية التي تم الإبلاغ عنها للسوكسيمر. ومن المهم أيضا أن نلاحظ أن العلاج بالاستخلاب يقلل فقط من مستويات الرصاص في الدم، وربما لا يمنع المشاكل المعرفية التي يسببها الرصاص المرتبطة بانخفاض مستويات الرصاص في الأنسجة. قد يكون هذا بسبب عدم قدرة هذه العوامل على إزالة كميات كافية من الرصاص من الأنسجة أو عدم القدرة على عكس الضرر الموجود مسبقًا. يمكن أن يكون لعوامل الاستخلاب تأثيرات ضارة على سبيل المثال، يمكن أن يقلل العلاج بالاستخلاب من مستويات العناصر الغذائية الضرورية في الجسم مثل الزنك. يمكن أن تزيد عوامل الاستخلاب التي تؤخذ عن طريق الفم من امتصاص الجسم للرصاص من خلال الأمعاء.
يستخدم اختبار حث الاستخلاب، والمعروف أيضًا باسم اختبار الحث، للإشارة إلى محتوى الجسم المرتفع من المعادن الثقيلة بما في ذلك الرصاص. ويشمل هذا الاختبار جمع البول قبل وبعد إعطاء جرعة لمرة واحدة من إجدى عوامل الاستخلاب لتعبئة المعادن الثقيلة في البول. ثم يتم تحليل البول من قبل مختبر لقياس مستويات المعادن الثقيلة. ثم يتم استنتاج محتوى الجسم الكلي من هذا التحليل. يقيس اختبار حث الاستخلاب أساسًا محتوى الرصاص في الأنسجة الرخوة، على الرغم من وجود بعض الجدلحول إذا ما كان يعكس بدقة التعرض على المدى الطويل أو كمية الرصاص المترسبة في العظام. وعلى الرغم استخدام هذه التقنية لتحديد استخدام العلاج بالاستخلاب وتشخيص التعرض للمعادن الثقيلة، إلا أن بعض الأدلة لا تدعم هذه الاستخدامات خاصةً أن مستويات الدم بعد العلاج بالاستخلاب لا يمكن مقارنتها مع المستويات المرجعية لتشخيص التسمم بالمعادن الثقيلة. كما يمكن أيضًا أن تعيد جرعة واحدة من عوامل الاستخلاب من إعادة توزيع المعادن الثقيلة إلى المناطق الأكثر حساسية مثل أنسجة الجهاز العصبي المركزي.

## الوبائيات
حيث أن الرصاص يستخدم على نطاق واسع لعدة قرون، لذا تنتشر آثار التعرض للرصاص في جميع أنحاء العالم. يتواجد الرصاص البيئي هو في كل مكان، والجميع لديه بعض بعضًا من مستويات الرصاص في دمه. زاد التلوث الجوي بالرصاص بشكل كبير ابتداءًا من الخمسينيات نتيجة الاستخدام الواسع النطاق للبنزين المحتوي على الرصاص. ويعد الرصاص واحدًا من أكبر مشاكل الطب البيئى من حيث عدد الأشخاص المعرضين وعدد وفيات الصحة العامة. وتشكل حالات التعرض للرصاص حوالي 0.2٪ من جميع الوفيات و 0.6٪ من سنوات العمر المعدلة للعجز على الصعيد العالمي.
وعلى الرغم من أن التنظيمات والقوانين التي تحد من استخدام الرصاص في المنتجات قد قلصت إلى حد كبير التعرض في العالم المتقدم منذ السبعينات، إلا أن الرصاص لا يزال مسموحًا به في المنتجات في كثير من البلدان النامية. وانخفض متوسط مستويات الرصاص في الدم بشكل حاد في جميع البلدان التي حظرت استخدام البنزين المحتوي على الرصاص. ومع ذلك، لا تزال بعض البلدان النامية تسمح بالبنزين المحتوي على الرصاص، وهو المصدر الرئيسي للتعرض للرصاص في معظم البلدان النامية. وبالإضافة إلى التعرض من البنزين، فإن الاستخدام المتكرر لمبيدات الآفات في البلدان النامية يزيد من خطر التعرض للرصاص والتسمم اللاحق. كما يتعرض الأطفال الفقراء في البلدان النامية لخطر شديد للتسمم بالرصاص. وكان لدى 7٪ من الأطفال في أمريكا الشمالية مستويات من الرصاص في الدم تزيد عن 10 ميكروغرام / ديسيلتر، في حين كانت النسبة بين الأطفال في أمريكا الوسطى وأمريكا الجنوبية 33-34٪. ويحدث نحو خمس عبء المرض في العا الم من التسمم بالرصاص في غرب المحيط الهادئ، وخمس هذا العبء في جنوب شرق آسيا.
في البلدان المتقدمة، يقع ذوو المستويات المنخفضة من التعليم الذين يعيشون في المناطق الأكثر فقرًا تحت خطر أكبر لخطر التعرض لمستويات مرتفعة من الرصاص. كان الفقراء، وسكان المدن، والمهاجرون في الولايات المتحدة، أكثر المجموعات تعرضًا للرصاص. كما وُجد أن الأطفال الأمريكيين ذوي الأصول الأفريقية وأولئك الذين يعيشون في مساكن قديمة معرضون لخطر كبير لارتفاع مستويات الرصاص في الدم في الولايات المتحدة. وغالبا ما يعيش الأشخاص ذوو الدخل المنخفض في مساكن قديمة ذات طلاء رصاصي يبدأ في التقشير، مما يعرض السكان لمستويات عالية من الغبار المحتوي على الرصاص.
وتشمل عوامل الخطر لارتفاع التعرض للرصاص استهلاك الكحول والتدخين (ربما بسبب تلوث أوراق التبغ بالمبيدات المحتوية على الرصاص). كما تزداد احتمالية إصابة البالغين بتسمم الرصاص إذا كانت لديهم عوامل خطر أخرى معينة؛ وتشمل هذه العوامل نقص الكالسيوم والحديد، والشيخوخة، وأمراض الأعضاء المستهدفة من قبل الرصاص (مثل الدماغ والكلى)، وربما القابلية الوراثية. كما تم العثور على اختلافات في التعرض للتلف العصبي الناجم عن الرصاص بين الذكور والإناث، ولكن أثبتت بعض الدراسات أن الذكور معرضون لخطر أكبر، في حين وجدت بعض الدراسات الأخرى أن الإناث مُعرضون لخطر أكبر.
تزداد مستويات الرصاص في الدم في البالغين باطراد مع زيادة العمر. كان لدى الرجال مستويات أعلى من الرصاص في الدم عن النساء في البالغين من جميع الأعمار. كما يعاني الأطفال من حساسية أكبر لارتفاع مستويات الرصاص في الدم عن البالغين. بالإضافة إلى هذا، قد يتسمم الأطفال بكميات من الرصاص أعلى بكثير عن البالغين، إذ أنهم يتنفسون بشكل أسرع كما أمهم معرضون للاتصال بالتربة وتناول الأشياء منها. يكون لدى الأطفال الذين تتراوح أعمارهم بين سنة واحدة وثلاثة أعلى مستويات من الرصاص في الدم، ربما لأنه في ذلك السن يبدأون في المشي واستكشاف بيئتهم، ويستخدمون أفواههم في استكشاف البيئة المحيطة بهم. عادةً ما تبلغ مستويات الدم ذروتها في حوالي 18-24 شهرًا من العمر. يعتبر طلاء المنازل والغبار هو الطريق الرئيسي للتعرض عند الأطفال في العديد من البلدان بما في ذلك الولايات المتحدة.

### حالات ملحوظة
يمكن أن تحدث حالات التسمم بالرصاص الجماعية، ولا سيما في البلدان النامية.
تم نقل 15000 شخص من بلدة جيوان في مقاطعة خنان الوسطى إلى مواقع أخرى بعد أن وجد أن 1000 طفل يعيشون حول أكبر مصنع للصهر في الصين (يملكها ويديرها يوغوانغ للذهب والرصاص) يمتلكون مستويات عالية من الرصاص في دمائهم. وتقدر التكلفة الإجمالية لهذا المشروع بحوالي مليار يوان (150 مليون دولار). تم دفع 70٪ من التكلفة من قبل الحكومة المحلية وشركة الصهر، في حين دفع السكان أنفسهم القيمة المتبقية. وقد علقت الحكومة الإنتاج في 32 من 35 مصنع للرصاص. وتشمل المنطقة المتضررة أشخاصًا من 10 قرى مختلفة.
حدث وباء التسمم بالرصاص في ولاية زمفارا في نيجيريا في عام 2010. واعتبارًا من 5 أكتوبر 2010، توفي ما لا يقل عن 400 طفل من آثار التسمم بالرصاص.

## التنبؤ الطبي

### عكس التسمم
تتعلق نتيجة العلاج بمدى ومدة التعرض للرصاص. يمكن عكس آثار الرصاص على الكلى والدم بشكل عام.إلا أن آثار الرصاص على الجهاز العصبي المركزي ليست كذلك. في حين أن الدراسات تشير إلى أن الآثار الطرفية في البالغين غالبًا ما تزول عند توقف التعرض للرصاص، إلا أن الأدلة تشير إلى معظم آثار الرصاص على الجهاز العصبي المركزي للطفل لا رجعة فيها. كما يعاني الأطفال المُعرضون للتسمم بالرصاص من تأثيرات صحية ومعرفية وسلوكية سلبية تتبعهم حتى مرحلة البلوغ.

### اعتلال الدماغ
يعتبر اعتلال الدماغ نتيجة التعرض للرصاص حالة طبية طارئة تسبب تلف دائم في الدماغ في 70-80٪ من الأطفال المتضررين منه، حتى هؤلاء الذين تلقوا أفضل علاج. تُفدر معدلات وفيات الأشخاص الذين يصابون باعتلال الدماغ بحوالي 25٪، بينما أُصيب حوالي 40٪ من هؤلاء الذين بقوا على قيد الحياة مع وجود أعراض اعتلال الدماغ بحلول الوقت الذي بدأوا فيه العلاج بالاستخلاب، بمشاكل عصبية دائمة مثل الشلل الدماغي.

### الآثار طويلة الأمد
قد يقلل التعرض للرصاص من مدى العمر وتظهر له بعض الآثار الصحية على المدى الطويل. وقد تبين ارتفاع معدلات الوفيات نتيجة مجموعة متنوعة من الأسباب كانت أعلى في الأشخاص الذين يعانون من ارتفاع مستويات الرصاص في الدم؛ بما في ذلك السرطان والسكتة الدماغية وأمراض القلب، ومعدلات الوفيات العامة من جميع الأسباب. ويعتبر الرصاص أحد المسرطنات المحتملة استنادًا إلى العديد من الأدلة من الدراسات الحيوانية. وتشير الأدلة أيضًا إلى أن انخفاض المستوى العقلي المرتبط بالعمر والأعراض النفسية يرتبطان بالتعرض للرصاص. قد يكون للتعرض التراكمي للرصاص على فترات طويلة تأثير أكثر أهمية على بعض جوانب الصحة من التعرض الحديث؛ إذ تمثل بعض الآثار الصحية، مثل ارتفاع ضغط الدم، مخاطر كبيرة فقط عندما يحدث التعرض للرصاص لفترات طويلة (أكثر من سنة واحدة تقريبًا).

## التاريخ

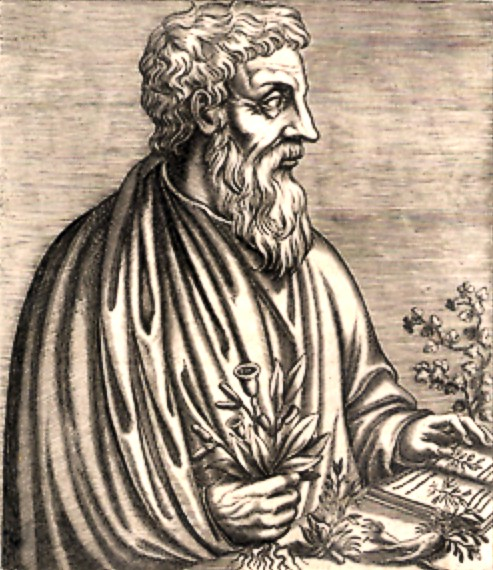
أشار ديوسكوريديس تأثير الرصاص على العقل في القرن الأول قبل الميلادي.

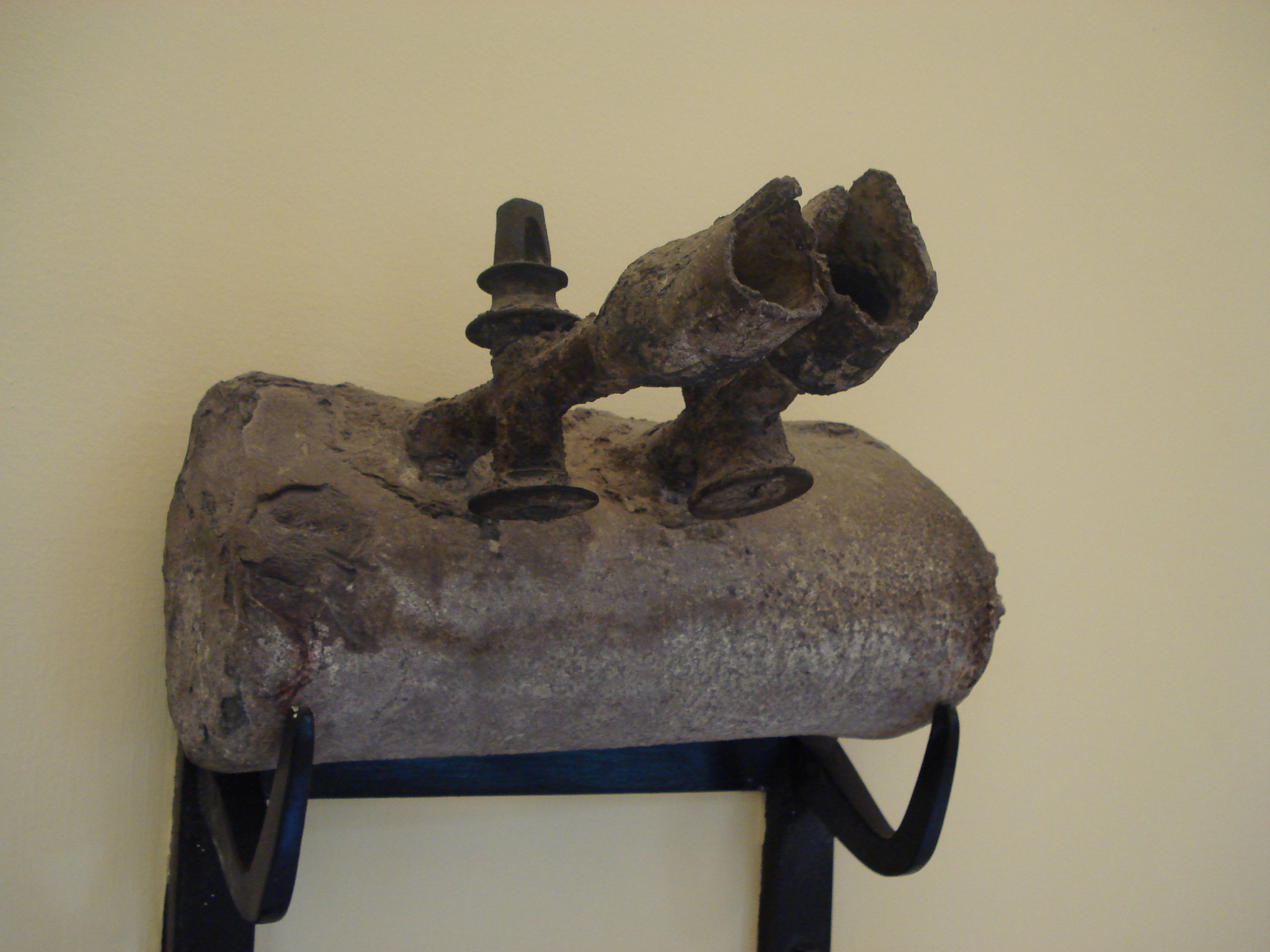
أنابيب المياه الرصاصية في روما القديمة

كان التسمم بالرصاص من أول الأخطار البيئية المعروفة والمدروسة على نطاق واسع. ونظرًا لأن الرصاص كان من المعادن الأولى التي تم صهرها (صهر (علم الفلزات)) واستخدامها، يُعتقد أن الرصاص تم اكتشافه تعدينه لأول مرة في الأناضول حوالي 6500 قبل الميلاد. وكانت الكثافة، وقابليته للتشكيل، ومقاومته التآكل من بين عوامل الجذب المعدنية التي شجعت على استخراجه واستخدامه.
في القرن الثاني قبل الميلاد، وصف عالم النبات اليوناني نيكاندر المغص والشلل اللذان لاحظهما في الأشخاص المسمومين بالرصاص. كتب ديسقوريدوس، وهو طبيب يوناني عاش في القرن الأول الميلادي، أن الرصاص «يُذهب العقل».

### المملكة الرومانية
استُخدم الرصاص على نطاق واسع في القنوات الرومانية من حوالي 500 قبل الميلاد إلى 300 م. وأشار فيتروفيو مهندس يوليوس قيصر إلى أن «المياه تكون صحية أكثر عند من جريانها في أنابيب الخزف عن أنابيب الرصاص، لأن الرصاص الأبيض يترب منها إلى المياه، وهو ما يسبب ضررًا بالجسم البشري». كما كان يُعتقد أن النقرس، الذي كان منتشرًا في روما المزدهرة، كان نتيجةً للرصاص، أو الأكل والشرب في الأواني المُطعمة بالرصاص.استُخدمت أسيتات الرصاص الثنائي لتحلية النبيذ، وسُمي النقرس الذي نتج عن هذا باسم النقرس الزُحلي. حتى أنه تم الافتراض أن التسمم بالرصاص قد ساهم في تراجع الإمبراطورية الرومانية الغربية، وهي فرضية متنازع عليها تمامًا:
كان عيب الرصاص الكبيرأنه دائمًا ما كان سامًا. وهذا ما اعترف به القدماء تمامًا، مثل فيتروفيو الذي حذر من استخدامه على وجه التحديد. ولأنه كان يستخدم مع ذلك بوفرة في أنابيب نقل مياه الشرب، لذا كثيرًا ما استخلص الاستنتاج أن الرومان يجب أن يكونوا قد عانوا من التسمم بالرصاص؛ وقد يتطرف الأمر إلأى أكثر من هذا، إذ يستدل البعض على أن هذا الاستخدام تسبب في حالات العقم وغيرها من الحالات غير المرغوب فيها، مما يرجح أن استخدام الرصاص في أنابيب السباكة كان مسؤولًا إلى حد كبير عن تراجع وسقوط روما.
أمران فقط يجعلان هذه الفرضية الجذابة مستحيلة. أولا، ترسيب كربونات الكالسيوم التي شكلت طبقة سميكة جدا داخل قنوات المياه كانت تترسب أيضًا داخل الأنابيب، مما يوفرعزلًا فعالًا للمياه ضد الرصاص. كان الرومان يستخدمون عددًا قليلًا جدًا من الصنابير والمياه كانت تجري باستمرار، ولاتبقى داخل الأنابيب لأكثر من بضع دقائق، وبالتأكيد تلك الفترة ليست طويلة بما فيه الكفاية لتصبح المياه ملوثة.
ومع ذلك، تدعم البحوث الحديثة فكرة أن الرصاص الموجود في الماء جاء من أنابيب الإمداد، ولم يأتِ من مصدر آخر. كما لم يكن من غير المعروف عن السكان المحليين صيانتهم لثقوب أنابيب المياه، مما يرفع من عدد الناس المتعرضون للرصاص.
جادل جيروم نرياغو قبل ثلاثين عامًا في ورقة بارزة أن الحضارة الرومانية انهارت نتيجة لتسمم الرصاص. كما أيد كلير باترسون، العالم الذي أقنع الحكومات بحظر الرصاص من البنزين، هذه الفكرة بحماس، والتي مع ذلك أثارت مجموعة من المنشورات التي تهدف إلى دحضها. على الرغم من أن الرصاص اليوم لم يعد ينظر إليه على أنه الجاني الرئيسي في وفاة الحضارة الرومانية، إلا أن وضعه في نظام توزيع المياه بواسطة أنابيب الرصاص لا يزال يمثل قضية صحية عامة رئيسية. فمن خلال قياس تركيبات نظائر الرصاص من الرواسب من نهر التيبر وميناء تراجانيك، أظهر العمل الحالي أن «مياه الصنابير» في روما القديمة كانت تحتوي على تركيزات من الرصاص أكثر 100 مرة عن مياه الينابيع المحلية.
تعرض الرومان أيضًا للرصاص من خلال تناول النبيذ الروماني (ديفروتم)، حيث كان يتم غلي الفاكهة المصنوع منها النبيذ في أواني مصنوعة من الرصاص. وقد استخدم ذلك الشراب بكثرة في المطبخ الروماني القديم ومستحضرات التجميل، بما في ذلك المواد الحافظة الغذائية.
واستخدمت تلك الفرضية في نظرية سقوط الإمبراطورية الرومانية التي اقترحها عالم الجيولوجيا جيروم نرياغو والذي ذكر أن «التسمم بالرصاص ساهم بشكل كبير في تراجع الإمبراطورية الرومانية». في عام 1984، انتقد جون سكاربورو، الصيدلي والفنان الكلاسيكي، الاستنتاجات التي توصل إليها كتاب نرياغو بأنها «مليئة بالأدلة الكاذبة، والمغالطات، والأخطاء المطبعية، والانطباعات الفاضحة فيما يتعلق بالمصادر الأولية التي تجعل القارئ لا يستطيع الوثوق بالحجج الأساسية».
بعد العصور القديمة، غاب التسمم بالرصاص عن المؤلفات الطبية حتى نهاية العصور الوسطى. في عام 1656 اعترف الطبيب الألماني صموئيل ستوكهوسن بالأتربة والأبخرة التي تحتوي على مركبات الرصاص كسبب للمرض، وسماه منذ العصور الرومانية القديمة «مرض المعادن» (بالرومانية morbi metallici)، والذي كان من المعروف عنه أن يصيب عمال المناجم، وعمال الصهر، والخزافون، وغيرهم ممن يتعرضون للرصاص في مهنهم. قد يكون الرسام كارافاجيو مات من التسمم بالرصاص؛ إذ تم العثور على عظام ذات مستويات عالية من الرصاص مؤخرًا في أحد القبور التي من المرجح أن تكون له. وكانت الدهانات المستخدمة في ذلك الوقت تحتوي على كميات عالية من أملاح الرصاص. ومن المعروف أن كارافاجيو قد أظهر سلوكًا عنيفًا في حياته، بسبب التسمم بالرصاص.

### القرن السابع عشر
في ألمانيا في القرن السابع عشر، اكتشف الطبيب إيبرهارد جوكيل أن النبيذ الملوث بالرصاص كان يسبب المغص. لاحظ جوكيل أن الرهبان الذين لم يشربوا النبيذ كانوا بصحة جيدة، في حين عانى شاربوا النبيذ من المغص، وأرجعوا السبب إلى تكون سكر الرصاص، الناتج من مزج المرتك بالخل. ونتيجة لذلك، أصدر إيبرهارد لودفيغ، دوق فورتمبيرغ مرسوما في 1696 يحظر غش النبيذ بالمرتك.

### القرن الثامن عشر
في القرن الثامن عشر انتشر التسمم بالرصاص إلى حد ما بسبب انتشار شرب الروم، والذي كان يصنع في مقطرة مصنوعة من الرصاص (والتي كانت تسمى «بالدودة»). كان تسمم الرصاص الناتج عن شرب الروم هو السبب الرئيسي للوفيات بين العبيد والبحارة في جزر الهند الغربية الاستعمارية. كما لوحظت حالات تسمم الرصاص من الروم في بوسطن. واشتبه بنجامين فرانكلين في أن شرب الروم يؤدي إلى خطر التسمم بالرصاص في عام 1786. في القرن الثامن عشر أيضًا ، كان «مغص ديفون» هو الاسم الذي أٌطلق على الأعراض التي عانى منها قاطنوا ديفون الذين شربوا عصير التفاح في الأكواب المبطنة بالرصاص. تمت إضافة الرصاص إلى أنواع النبيذ الرخيصة بشكل غير قانوني في القرنين الثامن عشر وأوائل القرن التاسع عشر كشراب مُحلي. عانى الملحن بيتهوفن، والذي كان مدمنًا لشرب النبيذ، من مستويات مرتفعة من الرصاص (كما اكتشف في وقت لاحق في شعره) وربما بسبب ذلك؛ فإن سبب وفاته ما زال مثيرًا للجدل، ولكن يظل التسمم بالرصاص عال منافس في أسباب وفاته.

### القرن التاسع عشر
مع الثورة الصناعية في القرن التاسع عشر، أصبح التسمم بالرصاص شائعا في بيئة العمل. وقد أدى استخدام الرصاص في طلاء المنازل في القرن التاسع عشر إلى زيادة تعرض الأطفال للرصاص؛ إذ كان معظم التعرض للرصاص مهنيًا، منذ آلاف السنين قبل ذلك. وحدثت خطوة هامة في فهم التسمم بالرصاص في مرحلة الطفولة عندما تم التعرف على التأثير السمي لطلاء الرصاص على الأطفال في أستراليا في عام 1897. حظرت فرنسا وبلجيكا والنمسا استخدام أبيض الرصاص في طلاء المنازل من الداخل في عام 1909؛ وحذت عصبة الأمم حذوها في عام 1922. ومع ذلك، لم تُسن القوانين التي حظرت استخدام الرصاص في طلاء المنازل في الولايات المتحدة، حتى عام 1971، وتم التخلص منها تدريجيًا ولم يتم حظرها بشكل كامل حتى عام 1978.

### القرن العشرون
شهد القرن العشرون زيادة في مستويات التعرض للرصاص في جميع أنحاء العالم بسبب تزايد استخدام المعدن على نطاق واسع. إذ تمت إضافة الرصاص إلى البنزين لتحسين احتراقه ابتداءًا من عشرينيات القرن العشرين؛ إذ يتواجد الرصاص الناتج من هذا العادم حتى اليوم في التربة والغبار في المباني. وقد انخفضت مستويات الرصاص في الدم في جميع أنحاء العالم بشكل حاد منذ الثمانينيات، عندما بدأ حظر استخدام البنزين المحتوي على الرصاص. كما انخفضت مستويات الرصاص في الدم بشكل حاد منذ منتصف الثمانينيات في تلك البلدان التي حظرت استخدام الرصاص في لحام علب الطعام والشراب وحظرت إضافة الرصاص في البنزين.
تعتبر مستويات الرصاص الموجودة اليوم في دماء معظم الناس ضئيلةً مقارنةُ بما كان عليه الوضع في مرحلة ما قبل الثورة الصناعية. ونظرًا لانخفاض التعرض للرصاص في المنتجات وأماكن العمل، فإن التسمم بالرصاص الحاد أصبح أمرًا نادر الحدوث في معظم البلدان اليوم، ولكن لا يزال التعرض للرصاص منخفض المستوى شائعًا. لم يكن يُعتقد حتى النصف الثاني من القرن العشرين أن التعرض للرصاص في غياب الأعراض يؤدي إلى مشكلة.
 وخلال نهاية القرن العشرين، انخفضت مستويات الرصاص في الدم اطراديًا بشكل مقبول. وأصبحت مستويات الرصاص في الدم التي كانت تعتبر آمنة في وقت سابق خطرة، مع عدم وجود مستويات آمنة معروفة للتعرض.

### القرن الحادي والعشرون
في أواخر الخمسينيات مرورًا بالسبعينيات، حاول هربرت نيدلمان وكلير باترسون إثبات سمية الرصاص للبشر. وفي الثمانينيات، اتهمت الشركات الرائدة في الصناعة نيدلمان كذبًا بسوء السلوك العلمي.
في عام 2002 عين تومي تومبسون، وزير الصحة والخدمات الإنسانية شخصين على الأقل ذا مصالح متضاربة في الجنة الاستشارية المتعلقة باستخدام الرصاص في الصناعات في مركز السيطرة على الأمراض.
في عام 2014 فازت ولاية كاليفورنيا بدعوى قضائية ضد عدد من الشركات وهي شيرون وليامز، وصناعات نل وكوناغرا وقضت المحكمة على تلك الشركات بدفع 1.15 مليار دولار أمريكي. القضية قيد الاستئناف حاليًا.
وقد وجدت الدراسات وجود صلة ضعيفة بين الرصاص من البنزين المحتوي على الرصاص ومعدلات الجريمة.

## الفصائل الأخرى
لم يعاني البشر وحدهم من آثار الرصاص، إذ تتأثر النباتات والحيوانات أيضًا بسمية الرصاص بدرجات متفاوتة تبعًا للأنواع. تعاني الحيوانات من العديد من نفس آثار التعرض للرصاص التي يعاني منها البشر، مثل آلام البطن، واعتلال الأعصاب المحيطية، والتغيرات السلوكية مثل زيادة العدوان. كما أن معظم المعلومات المعروفة عن سمية الرصاص وآثاره على البشر مستمدة من الدراسات الحيوانية. وتستخدم الحيوانات لاختبار آثار العلاجات، مثل عوامل الاستخلاب، وتوفير المعلومات عن آلية المرض، مثل كيفية امتصاصه وتوزيعه في الجسم.
كانت حيوانات المزرعة مثل الأبقار والخيول وكذلك الحيوانات الأليفة أيضًا أكثر الحيوانات عرضةً لتأثير سمية الرصاص. يمكن أن تكون مصادر التعرض للرصاص في الحيوانات الأليفة هي نفسها التي تشكل تهديدات صحية للبشر الذين يعيشون معهم في نفس البيئة، مثل الطلاء والستائر، واللعب المصنوعة للحيوانات الاليفة. وقد يشير التسمم بالرصاص في كلب أليف إلى أن الأطفال في نفس المنزل معرضون لخطر متزايد لارتفاع مستويات الرصاص.

### الحياة البرية

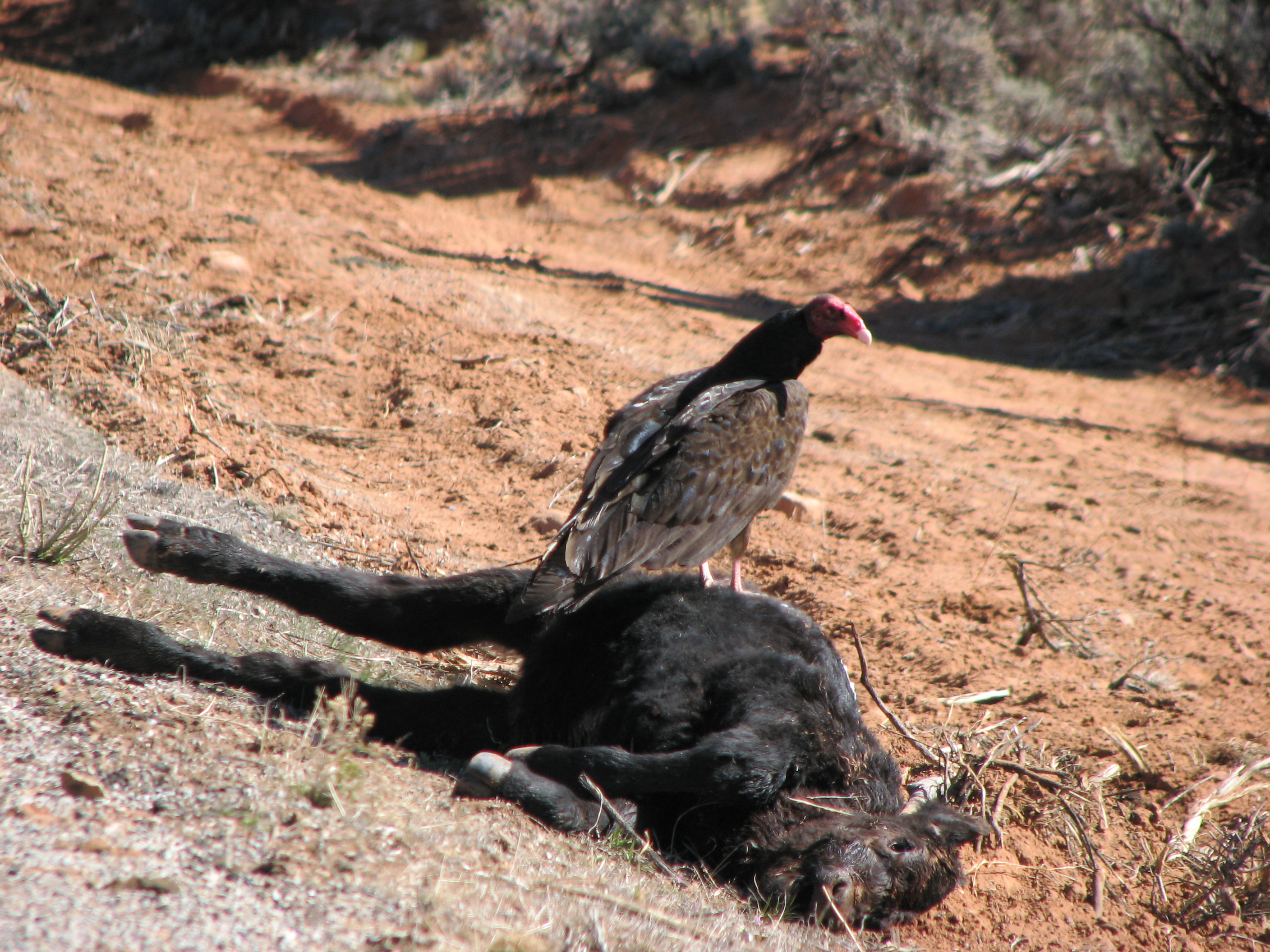
يمكن أن تتسمم تلك الطيور عندما تأكل جثث الحيوانات المصابة بالطلقات الرصاصية.

من المعروف أن الرصاص، وهو أحد الأسباب الرئيسية لتسمم الطيور المائية، يسبب تلاشي أعداد الطيور البرية. عندما يستخدم الصيادون الطلقات الرصاصية، يمكن أن تلتهم الطيور المائية مثل البط تلك الطلقات الرصاصية لاحقًا وتتسمم؛ كما تقع الحيوانات المفترسة التي تأكل هذه الطيور أيضًا في خطر. تم توثيق تسمم الطيور المائية بالرصاص لأول مرة في الولايات المتحدة في ثمانينيات القرن التاسع عشر. وبحلول عام 1919، تم تحديد طلقات الرصاص المستهلكة في صيد الطيور المائية كمصدر لوفاة الطيور المائية. وقد تم حظر صيد الطيور المائية بالطلقات الرصاصية في عدة بلدان، بما في ذلك الولايات المتحدة في عام 1991 وكندا في عام 1997. وتشمل التهديدات الأخرى للحيوانات البرية الطلاء الرصاصي ورواسب المناجم والمصاهر، وأثقال الرصاص في خطوط الصيد.
كما تأثرت طيور كندور كاليفورنيا المهددة بخطر الانقراض بتسمم الرصاص. وحيث أن تلك الطيور تعتبر من الحيوانات المتقممة، فإنها تأكل جثث حيوانات ألعاب الصيد التي أطلق النار عليها وتركت في البراري وبداخلها شظايا الطلقات الرصاصية، وهذا ما رفع من مستويات الرصاص في دمائها. واعتبر التسمم بالرصاص هو السبب الأكثر شيوعًا في وفاة تجمعات طيور الكوندور حول غراند كانيون، وفي محاولة لحماية هذا النوع من الانقراض، تم حظر استخدام المقذوفات التي تحتوي على الرصاص في المناطق المحددة في نطاق كاليفورنيا لصيد الغزلان والخنازير الوحشية والأيل والظباء، والقيوط، وسناجب الأرض، وغيرها من الحيوانات البرية. كما توجد أيضًا، برامج الحفاظ على طيور الكوندور التي تمسك بتلك الطيور بشكل منتظم، وتتحقق من مستويات الرصاص في دمائها، وتعالج الحالات المتسممة.